# Theaitetos

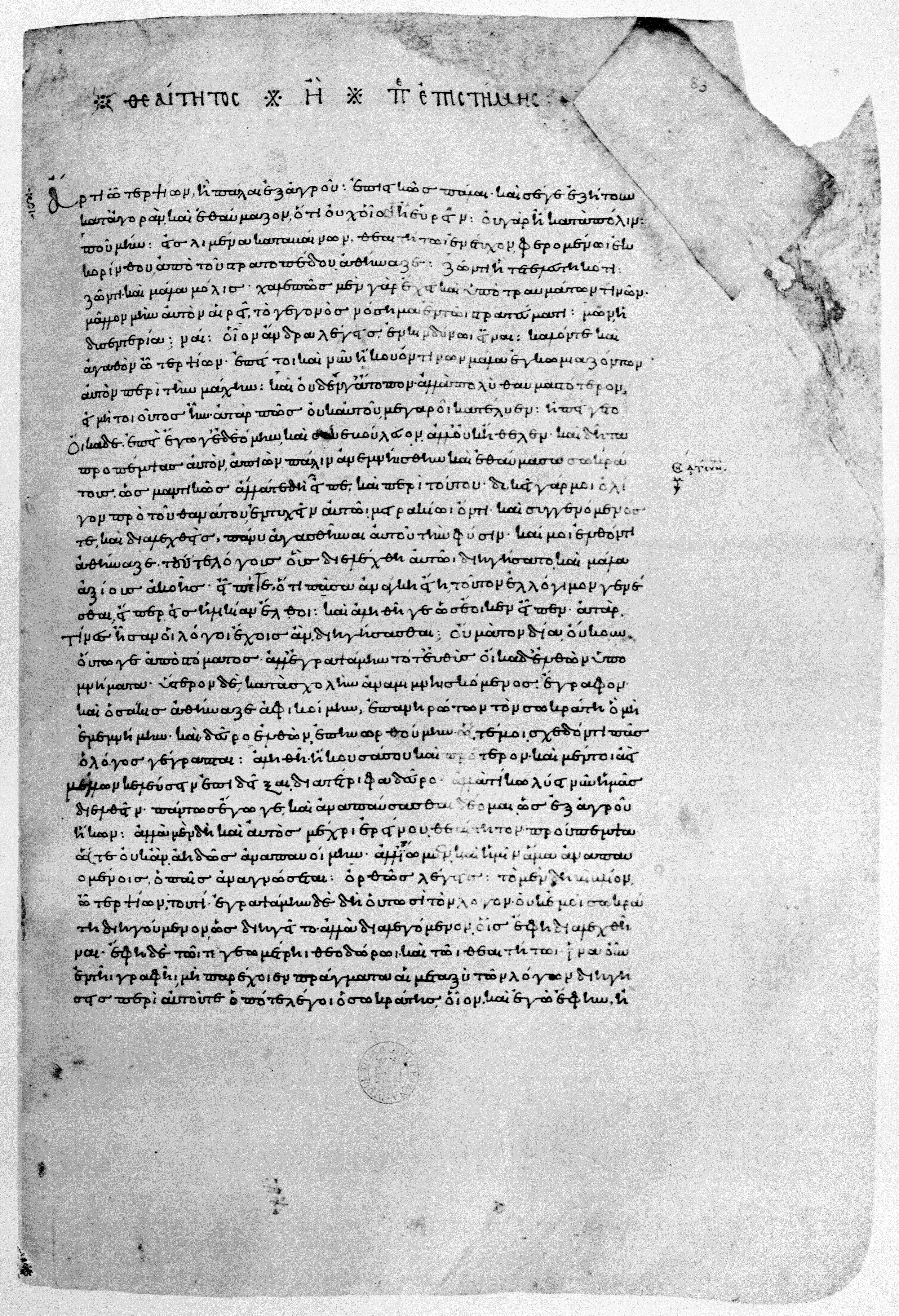
Der Anfang des Theaitetos in der ältesten erhaltenen mittelalterlichen Handschrift, dem 895 geschriebenen Codex Clarkianus (Oxford, Bodleian Library, Clarke 39)

Der Theaitetos (altgriechisch Θεαίτητος Theaítētos, latinisiert Theaetetus, eingedeutscht auch Theätet) ist ein in Dialogform verfasstes Werk des griechischen Philosophen Platon. Darin wird ein fiktives, literarisch gestaltetes Gespräch wörtlich wiedergegeben. Beteiligt sind Platons Lehrer Sokrates und zwei Mathematiker: der junge Theaitetos, nach dem der Dialog benannt ist, und dessen Lehrer Theodoros von Kyrene.
Das Thema bilden Kernfragen der Erkenntnistheorie. Erörtert wird, worin Erkenntnis besteht und wie man gesichertes Wissen von wahren, aber unbewiesenen Behauptungen unterscheidet. Dabei stellt sich die Frage, ob eine solche allgemeine Unterscheidung überhaupt möglich ist und überzeugend begründet werden kann. Es soll geklärt werden, unter welchen Voraussetzungen man den Anspruch erheben kann, etwas zu wissen und darüber nachweislich wahre Aussagen zu machen. Benötigt wird ein unanfechtbares Kriterium für erwiesene Wahrheit.
Im Verlauf der Diskussion scheitern alle Versuche, den Unterschied zwischen Wissen und richtigem Meinen zu bestimmen. Wenn sinnvolle Aussagen überhaupt möglich sind, muss es objektive Wahrheit geben, denn jeder Diskurs setzt die Unterscheidung von „wahr“ und „falsch“ voraus. Es gelingt aber nicht, mittels eines allgemein anwendbaren Kriteriums mutmaßlich richtige von nachweislich richtigen Vorstellungen abzugrenzen. Jede der vorgeschlagenen Definitionen von „Wissen“ trifft auch auf eine richtige, aber unbewiesene Annahme zu. Damit erweist sich die Verwendung des Begriffs „Wissen“ als grundsätzlich problematisch. Anscheinend kann man zwar wahre Aussagen machen, aber nicht wirklich wissen, dass sie wahr sind. Der Dialog endet in einer Ratlosigkeit (Aporie).
In der philosophiegeschichtlichen Forschung haben die erkenntnistheoretischen Erörterungen im Theaitetos zu lebhaften Debatten geführt, die weiterhin andauern. Dabei geht es vor allem um die Frage nach Platons eigener Position. Einer Hypothese zufolge hat er die erkenntnistheoretische Skepsis, die sich aus dem Fehlschlag der Bemühungen im Dialog zu ergeben scheint, zumindest zeitweilig selbst vertreten, nachdem er mit seiner Ideenlehre in unüberwindlich scheinende logische Schwierigkeiten geraten war. Die Gegenhypothese besagt, Platon habe die pessimistische Einschätzung der Möglichkeit von Wissen nicht geteilt. Vielmehr habe er sie im Theaitetos nur dargelegt, um die Leser dazu anzuregen, das Problem zu erfassen und zu lösen.

## Ort, Zeit und Umstände
Die Gesprächssituation ist wahrscheinlich von Platon frei erfunden. Die Dialoghandlung ist in eine ebenfalls fiktive Rahmenhandlung eingebettet. Zwei ehemalige Schüler des schon vor langer Zeit hingerichteten Sokrates, Eukleides und Terpsion, führen das Rahmengespräch. Sie treffen in ihrer Heimatstadt Megara im äußersten Westen der Landschaft Attika zusammen. Eukleides erzählt, dass er von Sokrates viel über dessen denkwürdige Unterredungen mit dem damals noch sehr jungen Theaitetos gehört hat. Diese Gespräche fanden in Athen, der Heimatstadt von Sokrates und Theaitetos, statt. Eine solche Diskussion hat Eukleides, dem Bericht des Sokrates folgend, aus dem Gedächtnis in einem Buch aufgezeichnet. Dort gibt er den Gesprächsverlauf durchgängig in direkter Rede wieder. Auf Terpsions Wunsch lässt er nun das Buch vorlesen. Dessen Inhalt macht die Binnenhandlung des Theaitetos aus.
Für die Zeit der Rahmenhandlung bieten die Angaben des Eukleides einen wichtigen Anhaltspunkt. Er hat soeben im Hafen von Megara Theaitetos getroffen, der kürzlich in einem Kampf bei Korinth verwundet worden ist und nun nach Athen gebracht wird. Gemeint ist anscheinend eine militärische Auseinandersetzung im Rahmen des Korinthischen Krieges, aber nicht die Schlacht von Korinth im Jahr 392 v. Chr., sondern möglicherweise ein Gefecht zwischen athenischen und spartanischen Truppen im Frühjahr 391 v. Chr. Demnach liegt der Tod des Sokrates, der 399 v. Chr. hingerichtet wurde, zur Zeit der Rahmenhandlung schon acht Jahre zurück. Allerdings ist diese Datierung umstritten; nach einer alternativen, von vielen Forschern akzeptierten Hypothese fällt die Teilnahme des Theaitetos an Kämpfen bei Korinth in das Jahr 369 v. Chr. Damals unterlag eine Allianz, an der die Athener beteiligt waren, einer Streitmacht des thebanischen Feldherrn Epaminondas.
Der Theaitetos ist der erste Teil einer Trilogie, einer Gruppe von drei inhaltlich und szenisch verknüpften Dialogen, die sich innerhalb von zwei Tagen abspielen. Am ersten Tag findet das Gespräch von Sokrates, Theaitetos und Theodoros statt, das die Handlung des Theaitetos bildet. Der folgende Tag beginnt mit der in Platons Dialog Sophistes dargestellten Diskussion, in der sich Sokrates ganz zurückhält. Dort tritt ein neuer Gesprächsteilnehmer auf, der „Fremde aus Elea“, der mit Theaitetos und Theodoros Definitionsfragen untersucht. Dabei kommt die schon im Theaitetos behandelte Wahrheitsproblematik wiederum ins Blickfeld, diesmal unter einem anderen Gesichtspunkt. Am gleichen Tag folgt der dritte Dialog, der Politikos („Staatsmann“). Dort wird die Vorgehensweise beim Definieren anhand des Beispiels der Definition des Begriffs „Staatsmann“ erprobt.
Der Zeitpunkt der drei Diskussionen ist das Frühjahr 399 v. Chr.; der Prozess gegen Sokrates, in dem er zum Tode verurteilt wird, steht bevor. Im Theaitetos wird erwähnt, dass die Anklage gegen ihn bereits erhoben ist. Die zeitliche Nähe zur Hinrichtung des Philosophen, einem Platons Zeitgenossen vertrauten Ereignis, bildet unausgesprochen den Hintergrund des Geschehens. Sie trägt zu der Wirkung bei, die Platon bei den Lesern erzielen will. Die Auseinandersetzung mit diesem für die Sokratiker und Platoniker erschütternden Vorgang ist ein wesentlicher Aspekt von Platons schriftstellerischer Tätigkeit.
Der Schauplatz der Handlung des Theaitetos ist die Palaistra – ein für Ringkämpfe bestimmter Übungsplatz – in einem athenischen Gymnasion. Die Gymnasien dienten damals in erster Linie der körperlichen Ertüchtigung; außerdem war eine Palaistra auch ein sozialer Treffpunkt der Jugend. Aus den Schilderungen in Platons Dialogen geht hervor, dass sich Sokrates gern an solchen Orten aufhielt. Dort bot sich ihm Gelegenheit zu fruchtbaren philosophischen Gesprächen mit jungen Männern und Jugendlichen. Neben den drei Gesprächspartnern Sokrates, Theaitetos und Theodoros sind noch zwei Freunde des Theaitetos anwesend, die schweigend zuhören. Einer von ihnen ist Sokrates der Jüngere.

## Die Teilnehmer
Sokrates

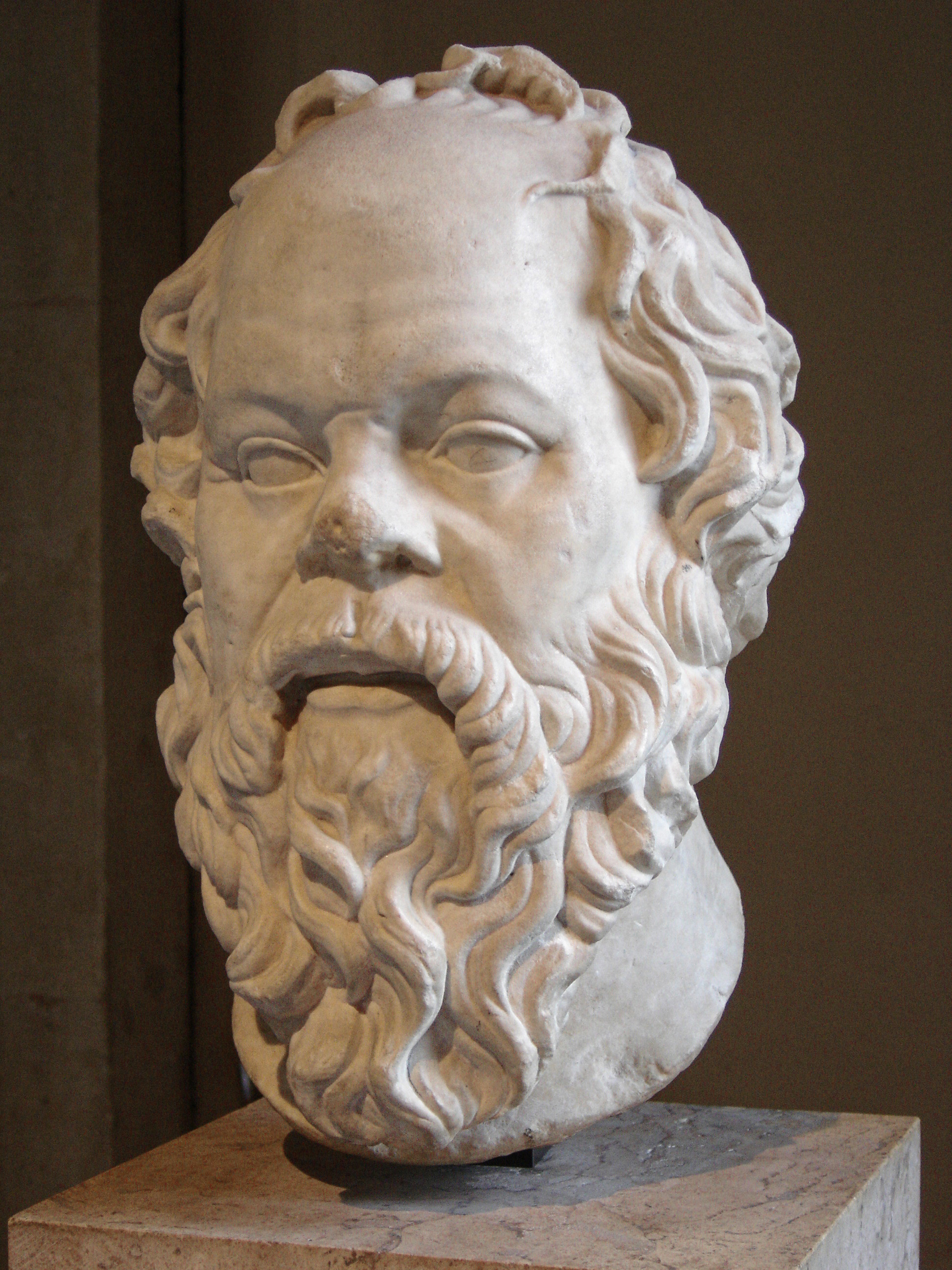
Büste des Sokrates (1. Jahrhundert, Louvre, Paris)

Wie in vielen anderen Dialogen Platons übernimmt auch hier Sokrates die Rolle des Gesprächslenkers. In der Kunst der philosophischen Untersuchung ist er den beiden Mathematikern weit überlegen. Er zeigt ihnen, dass ihre bisherigen Vorstellungen einer Nachprüfung nicht standhalten. Die Ratlosigkeit, in die er seine Gesprächspartner stürzt, ist von ihm beabsichtigt; sie ist ein didaktisches Mittel, mit dem er zu weiteren Anstrengungen anspornen will. Um diese Wirkung zu erzielen, bringt er die Unzulänglichkeit der Ansätze der anderen ans Licht und vermeidet es dabei sorgfältig, sich zu einer eigenen Auffassung zu bekennen. Auf die Zielsetzung dieser Zurückhaltung, die ein Hauptmerkmal seiner gewohnten Vorgehensweise ist, geht er im Theaitetos näher ein. Er beschreibt sich als Geburtshelfer, der zwar selbst unwissend sei, aber anderen zur „Geburt“ ihrer Einsichten verhelfen könne.
Nach einer verbreiteten, früher allgemein vorherrschenden Interpretation fungiert Sokrates hier wie auch in anderen Werken Platons als „Sprachrohr“ des Autors; das heißt, er gibt dessen Sichtweise oder zumindest einen Teil des platonischen Konzepts wieder. Allerdings wird diese Gleichsetzung von manchen Philosophiehistorikern abgelehnt oder nur mit erheblichen Einschränkungen akzeptiert. Hinzu kommt, dass manche Äußerungen des platonischen Sokrates nicht oder nur teilweise ernst gemeint sind, da sie von der sprichwörtlichen sokratischen Ironie geprägt sind. Unklar und strittig ist daher, inwieweit die Positionen von Platons Dialogfigur mit denen des historischen Sokrates übereinstimmen. Ein analoges Problem besteht hinsichtlich der Lehre des berühmten Sophisten Protagoras, die Sokrates im Theaitetos beschreibt und bekämpft: Die Frage, wie getreu Platons Darstellung die Denkweise des historischen Protagoras wiedergibt, ist umstritten. Deutlich erkennbar ist jedenfalls Platons Absicht, Protagoras in ungünstigem Licht erscheinen zu lassen.
Theodoros
Der Mathematiker Theodoros ist keine erfundene Gestalt; an seiner historischen Existenz besteht kein Zweifel, und Platons Angaben zu ihm gelten großenteils als glaubhaft. Theodoros stammte demnach aus Kyrene, einer griechischen Stadt im heutigen Libyen. Dass er zur Generation des Sokrates gehörte, ergibt sich nicht nur aus Platons Darstellung, sondern geht auch aus der Geschichte der Geometrie des Eudemos von Rhodos hervor. Die Angaben der Quellen führen zur Datierung seiner Geburt um 475/460 v. Chr. Da er Sokrates überlebte, ist er frühestens 399 v. Chr. gestorben. Er war ein Schüler und Freund des Protagoras, doch wandte er sich schon früh von der Sophistik ab und der Geometrie zu. Nach Platons wohl zutreffenden Angaben war er nicht nur Mathematiker, sondern galt auch in der Astronomie und Musik als hervorragender Fachmann und erteilte in diesen Fächern Unterricht. Vielleicht zählte Platon selbst zu seinen Schülern. Allerdings ist ungewiss, ob Theodoros jemals in Athen war. Der Philosophiegeschichtsschreiber Diogenes Laertios behauptet, Platon habe ihn in Kyrene aufgesucht. Möglicherweise ist sein Aufenthalt in Athen, von dem im Theaitetos berichtet wird, eine Erfindung Platons zu dem literarischen Zweck, ihn mit Sokrates zusammentreffen zu lassen. Der spätantike Philosoph Iamblichos zählte Theodoros zu den Pythagoreern, doch wird die Glaubwürdigkeit dieser Nachricht in der Forschung bezweifelt.
Zur Zeit der Handlung des Theaitetos ist Theodoros ebenso wie Sokrates bereits ein alter Mann. Nach der Darstellung im Dialog betrachtet er sich nicht als Philosophen, sondern beschränkt sich bewusst auf sein Fach, die Geometrie, in die er sich nach seinen Worten „gerettet“ hat. Somit gehört er in Platons Augen nicht zur Elite der Weisheitsliebenden. An philosophischen Untersuchungen will er sich nicht beteiligen, da er sich auf diesem Gebiet für unzuständig hält und auch meint, dafür zu alt zu sein. Trotz seines Sträubens wird er aber von Sokrates in die gemeinsame philosophische Wahrheitssuche einbezogen.
Theaitetos
Auch bei Theaitetos handelt es sich um eine historische Person. Platons Angaben, wonach er Mathematiker und Schüler des Theodoros war und als Jugendlicher kurz vor dem Tod des Sokrates in den Kreis von dessen Gesprächspartnern eintrat, treffen wohl zu. Auch die Darstellung im Dialog, der zufolge er bei Korinth verwundet wurde, überdies dort an einer Seuche schwer erkrankte und daher auf der Heimreise dem Tode nahe war, gilt in den Grundzügen als glaubhaft. Strittig ist aber, bei welchen Kampfhandlungen – 391 oder 369 v. Chr. – dies geschah. Aus Platons Darstellung lässt sich erschließen, dass Theaitetos um 415 v. Chr. geboren wurde. Falls er 391 trotz seines sehr schlechten Gesundheitszustands überlebte oder falls er erst 369 bei Korinth kämpfte, kann er – wie manche Forscher vermuten – der Platonischen Akademie angehört haben, die um 387 gegründet wurde.
Platon schätzte Theaitetos offenbar sehr. Im Dialog zeichnete er ein außerordentlich vorteilhaftes Bild vom Intellekt und Charakter des noch sehr jungen, hochbegabten und für philosophische Fragen aufgeschlossenen Mathematikers. Als Dialogfigur ist Theaitetos das Vorbild eines vielversprechenden künftigen Philosophen, der sich für eine staatsmännische Führungsaufgabe in einem Idealstaat qualifizieren könnte. Platon lässt ihn allerdings gleich zu Beginn des Dialogs durch Theodoros als äußerlich unattraktiv beschreiben, mit ähnlichen Zügen im Gesicht wie jenen des Sokrates – was das soziale Ansehen des Theaitetos bei den schönheitsbewussten Athenern geschmälert haben mag und ihm bei der Übernahme eines politischen Amtes nicht zuträglich gewesen wäre. Wegen seines Mangels an äußerer Schönheit kam er außerdem für die homoerotischen Beziehungen, die im Milieu des Kreises um Sokrates eine wichtige Rolle spielten, nicht in Betracht.
Eukleides und Terpsion
Eukleides von Megara, dem Platon in der Rahmenhandlung die Rolle des Berichterstatters zuweist, war der Begründer einer philosophischen Richtung, die unter der Bezeichnung „Megariker“ bekannt wurde. In Platons Dialog Phaidon wird er unter den Freunden des Sokrates genannt, die bei der Hinrichtung des Philosophen anwesend waren. Als Platon und einige andere Sokratiker nach dem Tod des Sokrates Athen verließen, nahm Eukleides sie in Megara auf.
Terpsion ist der einzige der fünf namentlich genannten Sprecher des Dialogs, dessen historische Existenz unsicher ist, denn sie ist nur in Schriften bezeugt, die von Platon stammen oder deren Autoren von seinen Angaben ausgingen. Ebenso wie Eukleides war er nach Platons Bericht im Phaidon beim Tod des Sokrates unter den Anwesenden.

## Inhalt
Die Rahmenhandlung
In Megara treffen sich zwei Bürger, Eukleides und Terpsion, die beide einst in Athen Schüler des vor Jahren hingerichteten Philosophen Sokrates waren. Eukleides kommt vom Hafen, wo er Theaitetos begegnet ist, einem Athener, der früher ebenfalls zum Umkreis des Sokrates gehörte. Er erzählt, dass Theaitetos, der an einem Feldzug teilgenommen hat, bei Korinth schwer verwundet worden ist, außerdem an der im Heer grassierenden Ruhr erkrankt ist und jetzt dem Tode nahe scheint. Diese Begegnung hat Eukleides daran erinnert, dass Sokrates Theaitetos sehr schätzte und von fruchtbaren Unterredungen erzählte, die er mit ihm hatte. Darüber machte Eukleides damals aus dem Gedächtnis Aufzeichnungen, die er später in Buchform zusammenstellte. In dem Buch gibt er einen Dialog des Sokrates mit Theaitetos und dem Mathematiker Theodoros von Kyrene in direkter Rede wieder. Gern erfüllt er Terpsions Wunsch, ihm den Inhalt mitzuteilen. Die beiden begeben sich in das Haus des Eukleides, der das Buch sogleich vorlesen lässt.
Das einleitende Gespräch
Sokrates fragt Theodoros, der sich offenbar schon einige Zeit in Athen aufhält und Mathematikunterricht erteilt, wer von den jungen Leuten ihm durch besondere Begabung aufgefallen sei. Theodoros nennt einen, Theaitetos, den er als seinen begabtesten Schüler betrachtet. Theaitetos sei ihm nicht nur durch seine vorzügliche Auffassungsgabe aufgefallen, sondern auch durch seinen vortrefflichen Charakter, seine Gelassenheit und Ausdauer. Eine solche Verbindung von Scharfsinn und Tugend sei selten. Körperlich sei Theaitetos allerdings keine anziehende Erscheinung, vielmehr sehe er dem für sein unattraktives Äußeres bekannten Sokrates ähnlich. Auf Wunsch des Sokrates wird Theaitetos gebeten heranzutreten.
Theaitetos erzählt, dass er unter der Anleitung des Theodoros auf mathematischem, astronomischem und musikalischem Gebiet sachkundig wird. Unter Sachkunde (sophía) versteht er, wie er auf Nachfrage des Sokrates erklärt, nichts anderes als Wissen (epistḗmē); diese beiden Begriffe seien gleichbedeutend. Für Sokrates ist dies aber nicht selbstverständlich, sondern begründungsbedürftig; er verlangt nach einer Bestimmung des Begriffs „Wissen“.
Die Frage nach dem Wissen
Theaitetos, dem die philosophische Suche nach dem Allgemeingültigen nicht vertraut ist, versucht den Begriff zu erläutern, indem er Beispiele nennt. Unter Wissen versteht er sowohl das, was Theodoros in der Mathematik und den anderen Fächern lehrt, als auch die beruflichen Kenntnisse, über die Handwerker verfügen. Sokrates macht ihn darauf aufmerksam, dass sich alle diese Kenntnisse jeweils auf ein bestimmtes Fachgebiet beziehen. Gefragt wird aber nicht nach einzelnen Wissensgebieten, sondern nach dem Wissen an sich. Gesucht ist eine Begriffsbestimmung, die auf jede Art von Wissen zutrifft.
Theaitetos merkt, dass es nicht um eine Veranschaulichung, sondern um eine allgemeine Definition geht. Dazu fällt ihm ein mathematisches Beispiel ein. Auch in der Geometrie kommt es darauf an, nicht nur für einzelne Figuren die Richtigkeit einer Behauptung zu prüfen, sondern Allgemeingültiges zu finden. Theodoros konnte mathematisch beweisen oder zumindest anhand einer Konstruktion zeichnerisch demonstrieren, dass die Seitenlänge eines Quadrates vom Flächeninhalt 3 Quadratfuß (die Quadratwurzel aus 3) mit der Längeneinheit 1 Fuß inkommensurabel und somit eine irrationale Zahl ist. Dies zeigte er auch für die Quadratwurzeln der natürlichen Zahlen, die keine Quadratzahlen sind, von 5 bis 17. Dann brach er aber ab. Davon ausgehend formulierten Theaitetos und Sokrates der Jüngere das allgemeine Gesetz für die Quadratwurzeln aus nichtquadratischen natürlichen Zahlen und für die Kubikwurzeln aus nichtkubischen natürlichen Zahlen. Sokrates lobt diese Entdeckung und ermuntert Theaitetos, nun auch hinsichtlich des Wissens das Allgemeingültige zu suchen und sich nicht von der Schwierigkeit der Aufgabe entmutigen zu lassen.
Die mäeutische Vorgehensweise
Theaitetos bekennt, dass die Frage nach der Natur des Wissens ihn schon oft beschäftigt hat und ihn weiterhin nicht loslässt. Seine bisherigen Klärungsversuche haben aber zu nichts geführt. Sokrates vergleicht diese geistige Konstellation mit einer Schwangerschaft: Theaitetos ist mit einem Konzept, einer Lösungsidee „schwanger“ und leidet nun unter „Geburtsschmerzen“. Für solche Situationen ist Sokrates Spezialist. Seine Mutter war Hebamme, und er selbst praktiziert auf geistigem Gebiet die „Hebammenkunst“, die Mäeutik.
Hebammen sind stets ältere Frauen, die diesen Beruf ausüben, wenn sie selbst keine Kinder mehr bekommen können. Sie wissen, wie man die Wehen beeinflusst, eine schwere Geburt bewältigt oder auch eine Abtreibung durchführt. Außerdem wären sie dank ihrer vorzüglichen Menschenkenntnis auch die besten Heiratsvermittlerinnen, doch halten sie sich bei der Ehestiftung zurück, um nicht als Kupplerinnen in Verruf zu geraten.
Analog verhält es sich in mancherlei Hinsicht mit der Mäeutik, der Hebammenkunst des Sokrates. Er steht nicht Frauen bei, sondern Männern, und ihm geht es nicht um körperliche, sondern um geistige Geburten. Sich selbst hält er für unfruchtbar, das heißt unweise. Ihm kommen, wie er behauptet, keine eigenen Einfälle, aber anderen hilft er dabei, das in ihnen geistig Herangereifte ans Licht zu bringen, es gleichsam zu gebären. Mit den geistigen Wehen kennt er sich bestens aus. Die Geburtshilfe leistet er mit zielführenden Fragen, die er den „Schwangeren“ stellt; damit ermöglicht er ihnen die Klärung ihrer noch unausgereiften oder falschen Vorstellungen und Gedanken. Da er sich darauf beschränkt, in diesem Sinne Hilfestellung zu bieten, ist er kein Lehrer im eigentlichen Sinn, denn er gibt kein Wissen weiter. Die Hebammenkunst bringt nichts hervor als das, was im „Schwangeren“ bereits vorhanden ist und ans Licht drängt. Auch die Beratung bei der „Partnersuche“ weiß Sokrates zu übernehmen: Wenn jemand für seine Art der Wahrheitssuche ungeeignet ist und daher unter seiner Anleitung keine Fortschritte machen würde, dann empfiehlt er ihm einen Lehrmeister, der zu ihm passt und ihn auf konventionelle Weise belehrt.
Allerdings besteht, wie Sokrates ausführt, auch ein wesentlicher Unterschied zwischen der philosophischen Mäeutik und der Tätigkeit der Hebammen: Diese haben es nur mit echten Kindern und wirklichen Geburten zu tun, während bei den geistigen Schwangerschaften auch Trugbilder zur Welt kommen. Daher ist die Mäeutik des Philosophen anspruchsvoller als der Hebammenberuf: Der geistige Geburtshelfer muss nicht nur während der Wehen Beistand leisten, sondern auch die Natur dessen, was hervorgebracht wird, einschätzen können. Die Unterscheidung zwischen brauchbaren Erkenntnissen und abwegigen Gedanken ist der wichtigste Teil seiner Arbeit und die größte Herausforderung. Er bringt seine Gesprächspartner dazu, vorhandene irrige Vorstellungen zu durchschauen und aufzugeben. Dabei stößt er allerdings oft auf Unverständnis, wenn die von ihm Betreuten nicht erkennen, dass es zu ihrem Besten geschieht. Nun soll sich Theaitetos der Führung des erfahrenen Geburtshelfers anvertrauen, indem er dessen Fragen beantwortet.
Die erste Begriffsbestimmung des Wissens
Der erste Versuch des Theaitetos, die Natur des Wissens zu bestimmen, geht von der Wahrnehmung (aísthēsis) aus, das heißt von der Unmittelbarkeit der Evidenz. Der junge Mathematiker meint, Wissen (epistḗmē) beruhe auf Wahrnehmung. Somit könne man es mit deren Inhalt, dem Wahrgenommenen und daher Offenkundigen, gleichsetzen; zwischen Wahrnehmung und Erkenntnis oder Wissen bestehe kein Unterschied. Sokrates weist darauf hin, dass der berühmte Sophist Protagoras auch so denke. Von Protagoras stammt der bekannte Spruch „Der Mensch ist das Maß aller Dinge: der seienden, dass sie sind, und der nichtseienden, dass sie nicht sind.“ Demnach sind die Dinge so, wie sie jeweils dem Betrachter erscheinen; der Wahrnehmende legt fest, dass etwas so ist, wie es ihm erscheint, und das ist der einzige Zugang zur Wirklichkeit, den er haben kann. Diese Theorie führt zur Konsequenz, dass es keine objektiv wahren Aussagen über Sachverhalte gibt, sondern nur Aussagen über Eindrücke. Man kann also nicht behaupten, etwas sei groß oder schwer, sondern nur, es erscheine einer bestimmten Person zu einem bestimmten Zeitpunkt so. Einem anderen mag es klein oder leicht vorkommen. Was ein Frierender als kalt empfindet, ist für jemand, der nicht friert, nicht kalt. Dieser Relativismus ist nach Sokrates’ Vermutung eine Geheimlehre des Protagoras, die der Sophist nur seinen (zahlenden) Schülern offenbart hat. Hinzu kommt ein weiterer Aspekt, über den fast alle Denker – Sokrates hebt hier Heraklit und Empedokles namentlich hervor – einig sind: Da alles in unablässigem Wandel begriffen ist, gibt es nichts, was „ist“, denn Sein würde eine Beständigkeit voraussetzen, die es nicht gibt. Alles verändert sich; es „ist“ nicht, sondern es wird („flux theory“). Dieser Wandel allein ist produktiv; Stillstand wäre Vernichtung, so wie das Weltall unterginge, wenn die Sonne stillstünde. Somit gibt es keine objektive, absolute Wahrheit, sondern nur relative Gegebenheiten und zutreffende Aussagen über momentane Verhältnisse. Unterschiedlich sind sowohl die Wahrnehmungen verschiedener Betrachter als auch diejenigen desselben Betrachters zu verschiedenen Zeiten.
Angesichts der Schilderung der Relativität aller Dinge und Verhältnisse gerät Theaitetos ins Staunen. Sokrates macht ihn darauf aufmerksam, dass die Verwunderung – die Fähigkeit, Tatsachen nicht einfach als selbstverständlich hinzunehmen – den Anfang der Philosophie bildet.
Anschließend beschreibt Sokrates ausführlich die Sichtweise der Denker, die sowohl in der Außenwelt als auch innerhalb der Seele nur Vorgänge annehmen und klassifizieren. In ihrem Weltbild existiert nirgends ein „Dieses“ oder „Jenes“ als wirkliches, fortbestehendes „Ding“. Es gibt nur ein Zusammenwirken von Faktoren, das die wechselnde Beschaffenheit der Wahrnehmungsobjekte verursacht. Theaitetos kann sich diesem Gedankengang nicht verschließen, weiß aber nicht, was er davon halten soll.
Hinzu kommt ein weiterer Aspekt: Wahrnehmungen können unzuverlässig und irreführend sein. Sinnestäuschungen, Träume, Fieberphantasien und Wahnsinn erzeugen Eindrücke, die keine Gegenstücke in der äußeren Wirklichkeit haben. Der Träumende glaubt den Trauminhalt wirklich wahrzunehmen und zu erleben. Es ist unmöglich zu beweisen, dass man im gegenwärtigen Augenblick weder träumt noch phantasiert, sondern etwas Wirkliches wahrnimmt. Damit ist die Wahrnehmung als Wissensquelle diskreditiert, denn auf sie ist kein Verlass.
Diese Überlegungen haben Konsequenzen für die Frage nach Wahrheit, Erkenntnis und Wissen. In einer Welt, in der nichts beständig ist, sind überzeitliche Wahrheiten und immer gültige Urteile unmöglich. Somit muss die Annahme, es gebe eine erkennbare objektive Wahrheit, einen Sachverhalt „an sich“, verworfen werden. An die Stelle einer objektiven Wahrheit tritt eine subjektive und zeitabhängige. Das, was einem Menschen zu einem bestimmten Zeitpunkt als real erscheint, ist für ihn zu dieser Zeit die ganze Wirklichkeit, und nur in dieser Form kann es Wirklichkeit geben. Das, was sich dem Wahrnehmenden zeigt, ist wahr, aber nur bezogen auf ihn und auf den jeweiligen Zeitpunkt. Jede Konstellation ist einmalig. So macht sich jeder zum Richter über seine eigene momentane Wahrheit, die dann in diesem begrenzten Rahmen unbedingt gilt. Damit ist die Ausgangsthese des Theaitetos gerettet und sogar untermauert: Alles Wahrgenommene ist per Definition so, wie es jeweils erscheint, wahr. Dank dem konsequenten Verzicht auf jeden objektiven Wahrheitsanspruch kann das subjektive Urteil zu einer unfehlbaren Instanz erhoben werden. Aus dieser Perspektive fallen Wahrnehmung und Wissen in eins zusammen.
Kritik an der ersten Begriffsbestimmung
Mit Unterstützung des Geburtshelfers Sokrates hat Theaitetos sein geistiges Kind zur Welt gebracht. Nun muss geprüft werden, was es taugt. Sokrates übt fundamentale Kritik am Konzept des Protagoras. Zugleich übernimmt er aber auch die Verteidigung der Position, die er angreift, denn der bereits verstorbene Protagoras kann seiner Lehre nicht „zu Hilfe kommen“. Den Angriff eröffnet Sokrates mit dem Argument, es gebe für Protagoras keinen Grund, den Menschen und nicht etwa den Affen oder das Schwein zum Maß aller Dinge zu machen. Wenn alle Meinungen als subjektive Wahrheiten gleichberechtigt nebeneinander stünden, werde jeder Diskurs sinnlos, denn eine Diskussion habe immer den Zweck, Aussagen zu vergleichen und nach ihrem Wahrheitsgehalt zu bewerten. Dies setze einen überindividuellen Maßstab voraus. Allerdings könnte, wie Sokrates sogleich hinzufügt, Protagoras einwenden, die Wahl des Menschen als Maßstab sei tatsächlich willkürlich und man könne ebenso ein Tier wählen. Das sei nur für die dünkelhafte Menge eine schockierende Vorstellung. Auch gegen den Einwand, die Bestreitung einer objektiven Wahrheit verunmögliche einen vernünftigen Diskurs, könnte sich Protagoras leicht verteidigen. Er könnte vorbringen, er verfüge durchaus über ein Bewertungskriterium, an dem sich der Diskurs orientieren könne: Es gehe nicht darum, ob etwas objektiv wahr oder falsch sei, sondern nur darum, was besser und was schlechter sei. Darüber könne man sinnvoll reden und andere belehren.
In der Rolle des Kritikers zeigt Sokrates jedoch, dass die Gleichsetzung von Wahrgenommenem und Gewusstem der Realität nicht gerecht wird. Man kann etwas wahrnehmen, ohne es zu verstehen. Wissen ergibt sich nicht unmittelbar aus dem Sehen oder Hören, sondern aus der Fähigkeit zur Verarbeitung der Eindrücke, die Verständnis ermöglicht. Beispielsweise muss man, um eine Mitteilung aufzunehmen, die Sprache des Mitteilenden verstehen. Man benötigt die Erinnerung, und diese ist eine auch ohne aktuelle Wahrnehmungen aktive Funktion. Eine weitere Kritik des Sokrates, der nun auch Theodoros in die Untersuchung einbezieht, zielt auf mangelnde Konsistenz der Position des Protagoras. Hier geht Sokrates von folgenden Überlegungen aus: Protagoras gerät in einen Selbstwiderspruch, wenn er das Gegenteil seiner Auffassung ausschließt, denn dieses ist nach seinem Konzept ebenso wahr wie seine Lehre, solange jemand es vertritt. Auch sein Grundsatz, es gebe keine Wahrheit schlechthin, sondern nur Wahrheit „für jemand“, ist nicht an sich richtig, sondern nur weil und solange ihn jemand für zutreffend hält. Die Ersetzung von „wahr“ und „falsch“ durch „besser“ und „schlechter“ oder „nützlicher“ und „schädlicher“ scheitert daran, dass gerade dort, wo es um die Nützlichkeitsfrage geht, die Relativierung der Wahrheit nicht überzeugen kann. Dies kann man etwa in der Medizin oder in der Politik sehen. In diesen Bereichen gibt es Berater, die zu beurteilen haben, was nützlich ist. Die Berater sind aber untereinander verschiedener Meinung; manchmal sind sie und die von ihnen beratenen Entscheidungsträger im Irrtum. Somit würde ein objektives Kriterium für die Einschätzung des Nutzens von Ratschlägen benötigt. Das ist aber mit einem konsequenten Relativismus unvereinbar.
Abschweifung über die philosophische Lebensweise („Digression“)
Theodoros meint, es schade nichts, wenn man von einer Untersuchung zu einer anderen, umfassenderen voranschreite, denn Zeit zum Diskutieren sei zur Genüge vorhanden. Daran anknüpfend vergleicht Sokrates den philosophischen Diskurs mit dem juristischen. Da er damit vom ursprünglichen Thema des Dialogs abschweift, werden diese Ausführungen als „Digression“ oder „Exkurs“ im Theaitetos bezeichnet. Auch die Bezeichnung „Episode“ wird verwendet.
Ausführlich schildert Sokrates, was die Lebensweise und den Diskurs der Philosophen von der Haltung und dem Verhalten der Nichtphilosophen unterscheidet. Im Brennpunkt des Interesses der gewöhnlichen Bürger stehen im demokratischen Staat der Athener zwei Bereiche des öffentlichen Lebens: die in den Volksversammlungen ausgetragenen politischen Auseinandersetzungen und das in Athen stark politisierte Justizwesen. Der Philosoph hält sich von beiden fern. Für Sokrates gleicht der Nichtphilosoph einem Sklaven, da er Zwängen unterliegt, von denen der Philosoph frei ist.
Wer als Prozessbeteiligter vor Gericht aufzutreten hat, steht immer unter Druck. Seine Redezeit ist begrenzt; er darf seine Themen nicht frei wählen, sondern muss sich darauf beschränken, auf die Argumentation der Gegenseite zu erwidern. Inhaltlich geht es nicht um sachliche Gesichtspunkte, sondern nur um die Durchsetzung persönlicher Interessen. Es kommt nur darauf an, die Richter zu beeinflussen, und dazu benötigt man List, Lüge und Schmeichelei. Die Wahrheit interessiert nicht. Daher werden die Bürger, die sich von Jugend auf mit dem Gerichtswesen befassen, seelisch verkrüppelt. Sie haben kein Rückgrat, sondern sind Knechte derer, denen sie zu dienen haben. Ähnlich verhält es sich im sonstigen öffentlichen Leben, wo es darauf ankommt, einen Gegner mit Schmähungen anzugreifen oder einen Mächtigen zu loben. Ein zentrales Anliegen ist dabei die Wahrung des eigenen sozialen Rangs, der einerseits vom Vermögen, andererseits vom familiären Hintergrund abhängt. Besonders wichtig ist die Abstammung, die man genealogisch über zahlreiche Generationen bis zu mythischen Gestalten wie Herakles zurückverfolgt.
Ganz anders ist das Leben der Philosophen ausgerichtet. Der Politikbetrieb und das Gerichtswesen sind ihnen so gleichgültig, dass sie nicht einmal wissen, wo sich das Gericht, das Rathaus oder Versammlungsstätten befinden. Machtkämpfe um Ämter nehmen sie nicht zur Kenntnis. Wer von wem abstammt, interessiert sie ebenso wenig wie fremde Besitztümer und die Privatangelegenheiten ihrer Nachbarn. Über die Gesetzgebung und die Volksbeschlüsse wissen sie nicht Bescheid. Ihre Aufmerksamkeit gilt nur der Erforschung der Natur der Dinge, insbesondere der menschlichen Natur, und der richtigen Lebensführung. Für diese Themen haben sie beliebig viel Zeit. Dabei ist ihre Richtschnur das Göttliche; ihr Ziel ist, der Gottheit möglichst ähnlich zu werden, indem sie die göttlichen Tugenden kultivieren.
Aus diesem Gegensatz zwischen den Philosophen und der Masse der unphilosophischen Bürger ergibt sich eine gegenseitige Geringschätzung. Jede der beiden Seiten erscheint der anderen lächerlich und für wichtige Aufgaben untauglich; jede hält das, was aus der Sicht der anderen das Wichtigste ist, für belanglos. Vor Gericht ist ein Philosoph hilflos, da ihm die dortigen Verhaltensregeln völlig fremd sind. Sokrates veranschaulicht die gegensätzlichen Haltungen mit der Anekdote von Thales, einem vorsokratischen Philosophen, der die Himmelskörper betrachtend in einen Brunnen fiel. Eine thrakische Magd, die das sah, verspottete ihn: Er wolle den Himmel erkunden, kenne aber nicht einmal das, was vor seinen Füßen liege. Die Weltfremdheit der Philosophen wird von Sokrates positiv bewertet, er sieht sie als Zeichen ihrer inneren Freiheit. Außerdem meint er, man könne jeden Verächter der Philosophie mit Argumenten in Verlegenheit bringen, wenn er bereit sei, einen solchen Dialog durchzuhalten.
Das Scheitern der ersten Begriffsbestimmung
Nach der Abschweifung kehrt Sokrates zur Widerlegung der subjektivistischen Gegenauffassung zurück. Wie er nun darlegt, steht der Ersetzung von „wahr“ und „falsch“ durch subjektive Werturteile über den Nutzen der Umstand entgegen, dass Nützlichkeitserwägungen auch auf die Zukunft ausgerichtet sind. Die Zukunft wird zeigen, ob Annahmen über den Nutzen von etwas zutreffen oder nicht, etwa bei einem Gesetz, das sich bewährt oder seinen Zweck nicht erfüllt. Oft wird der Zweck verfehlt. Daher kann die Behauptung nicht stimmen, der Mensch trage das Kriterium für das, was für ihn nützlich ist, stets in sich. Vielmehr muss er sich darüber von einer Zukunft, die er noch nicht kennt, belehren lassen.
Auch die andere Stütze des Subjektivismus, die Bestreitung jeder Beständigkeit, hält der Nachprüfung nicht stand. Zahlreiche Weltdeuter behaupten, es gebe nichts Seiendes und Ruhendes, sondern nur Werdendes und Bewegtes. Die Prozesse, die nach ihrer Meinung die gesamte Wirklichkeit ausmachen, zerfallen in zwei Hauptarten: Ortswechsel und Änderung der Beschaffenheit. Demnach müssen sie, wie Sokrates nun feststellt, annehmen, dass alles immer gleichzeitig beiden Arten der Veränderung unterliege, da es sonst zumindest in einer Hinsicht Beständigkeit gäbe. Wenn dies aber so ist, wird nicht nur das Sein aufgehoben, sondern auch die Basis eines rationalen Diskurses. Wenn beispielsweise etwas Weißes in jedem Augenblick einer farblichen Veränderung unterliegt, kann der Begriff „weiß“ nicht zeitunabhängig definiert und verwendet werden. Das heißt, er ist unbrauchbar. Jede Äußerung, mit der etwas als „so“ bezeichnet wird, fixiert einen angenommenen Sachverhalt und ist damit in einer Welt, die nichts Gleichbleibendes aufweist, unangemessen.
Schließlich kehrt Sokrates zur Prüfung der Ausgangsthese des Theaitetos zurück, wonach Erkenntnis auf Wahrnehmung reduzierbar ist. Er legt dar, dass man stets mittels der einzelnen Sinnesorgane wahrnimmt, von denen jedes einer bestimmten Art von Wahrnehmung zugeordnet ist. Weder kann das Auge das Ohr ersetzen noch umgekehrt, denn Sehen und Hören sind zwei völlig getrennte, verschiedenartige Vorgänge. Wenn aus den Sinneswahrnehmungen Kenntnis eines Sachverhalts werden soll, wird eine Instanz benötigt, welche die Informationen der einzelnen Sinnesorgane aufnimmt, zusammenfasst und auswertet. Man kann diese Instanz „Seele“ nennen. Die Auswertung geschieht durch Vergleichen und Folgern, was eine Kenntnis von Eigenschaften wie „gleich“ und „verschieden“, „ähnlich“ und „unähnlich“, „schön“ und „hässlich“ voraussetzt. Somit erfordert Erkenntnis den Besitz von Begriffen, die nicht zum Inhalt der Wahrnehmungen gehören. Also ist es nicht möglich, Erkenntnis und Wissen restlos auf Wahrnehmung zurückzuführen und entsprechend zu definieren.
Die zweite Begriffsbestimmung und die Frage nach dem Irrtum
Nach dem Fehlschlag der ersten Begriffsbestimmung schlägt Theaitetos eine neue vor. Da die Reduzierung des Wissens auf materielle Vorgänge, die Sinneswahrnehmungen, missglückt ist, nimmt er diesmal einen geistigen Vorgang zum Ausgangspunkt: die Meinungsbildung, das Vorstellen. Vorstellungen können korrekt oder irrig sein. Daher definiert Theaitetos das Wissen als richtige Meinung (alēthḗs dóxa). Dann stellen sich aber, wie Sokrates zu bedenken gibt, sogleich die Fragen, was den Irrtum ausmacht und wie eine falsche Meinung überhaupt zustande kommen kann.
Die erste Schwierigkeit besteht darin, dass ein Irrtum theoretisch unmöglich scheint. Zwischen Wissen und Nichtwissen scheint es kein Mittleres zu geben; man kann etwas nicht zugleich wissen und nicht wissen. Wenn man etwas kennt, kann man sich keine falsche Vorstellung darüber bilden, und wenn man etwas nicht kennt, kommt man nicht auf den Gedanken, sich darüber eine Vorstellung zu bilden. Wer beispielsweise Sokrates und Theaitetos nicht kennt, dem käme es nicht in den Sinn, Sokrates für Theaitetos zu halten.
Die zweite Schwierigkeit ergibt sich, wenn man den Irrtum als Annahme definiert, deren Gegenstand in Wirklichkeit nicht existiert. Demnach ist eine Vorstellung dann falsch, wenn sie sich auf etwas Nichtseiendes bezieht. Man kann sich aber nur Seiendes vorstellen. Eine Vorstellung, die sich auf etwas bezieht, was nicht ist, bezieht sich nicht auf etwas, sondern auf nichts. Somit ist sie selbst nicht etwas, sondern nichts. Da es aber Irrtümer gibt, ist die Definition unbrauchbar.
Ein Ausweg könnte darin bestehen, dass man den Irrtum nicht als Annahme von Nichtseiendem bestimmt, sondern als Verwechslung von Seiendem (fachsprachlich „Allodoxie“). Zwei Dinge oder Eigenschaften, die tatsächliche Gegebenheiten sind, werden irrtümlich in Gedanken vertauscht. Aber auch dann scheint es unerklärlich, wie es zu einem Irrtum kommen kann. Die Seele kennt die gegensätzlichen Qualitäten, die nicht zugleich im selben Objekt vorhanden sein können. Es ist nicht einsichtig, wie sie dazu kommen sollte, das Schöne für hässlich zu halten, das Langsame für schnell, das Rind für ein Pferd oder zwei für eins.
Das Gedächtnis als Wachsblock
Darauf wird eine andere mögliche Erklärung des Irrens geprüft, die das Gedächtnis einbezieht und die strikte Trennung von Wissen und Nichtwissen aufgibt. Aus der Ferne kann man Sokrates mit einem Unbekannten verwechseln, also in Unkenntnis sein, obwohl man weiß, wie Sokrates aussieht. Urteile beruhen auf der Verknüpfung von Wahrnehmungen mit Gedächtniseindrücken. Das Gedächtnis ist mit einem wächsernen Block vergleichbar, der Abdrücke aufnimmt. Dieser ist bei jeder Person anders: bei manchen größer, bei anderen kleiner, bei den einen von reinerem Wachs, bei den anderen von schmutzigerem; auch die Härte und Feuchtigkeit variiert. Die Qualität der Abdrücke ist sehr unterschiedlich, wobei die jeweilige Beschaffenheit des Wachses die Rahmenbedingungen für Gelehrigkeit und Vergesslichkeit setzt. Irrtümer kommen zustande, wenn bereits vorhandene Abdrücke den späteren Wahrnehmungen falsch zugeordnet werden. Wenn eine Wahrnehmung nicht deutlich genug ist, etwa wenn jemand aus der Ferne gesehen wird, kann der passende Abdruck verfehlt werden. Diesem Erklärungsvorschlag des Sokrates stimmt Theaitetos begeistert zu, doch bald verflüchtigt sich seine Erleichterung, denn Sokrates trägt sogleich eine Widerlegung vor. Die Erklärung ist unzulänglich, denn es gibt auch mathematische Irrtümer, und diese beruhen nicht auf fehlgeschlagenen Verknüpfungen von Wahrnehmungen mit Gedanken und Gedächtniseindrücken.
Das Gedächtnis als Taubenschlag
Schließlich schlägt Sokrates eine Vorgehensweise vor, die er selbst als unverschämt bezeichnet: Es soll versucht werden, die Beschaffenheit des Wissens zu klären, obwohl es noch nicht gelungen ist, den Bedeutungsumfang dieses Begriffs abzugrenzen. Das findet Sokrates zwar methodisch bedenklich, doch wagt er diesen Schritt nun angesichts des aktuellen Dilemmas. Dabei führt er eine Unterscheidung zwischen dem „Haben“ und dem „Besitzen“ von Wissen ein. Wissen sei erst dann wirklich vorhanden, wenn man es habe, nicht schon wenn man es nur besitze. Dies veranschaulicht Sokrates durch den Vergleich mit einem Kleid, das man besitzt, wenn man es gekauft hat, aber erst „hat“, wenn man es auch trägt. Der persönliche Wissensschatz lässt sich mit einem Taubenschlag vergleichen, in dem jemand Tauben oder andere Vögel hält, die er gejagt und gefangen hat. Die Vögel entsprechen den einzelnen Kenntnissen. Wenn der Besitzer nun einen bestimmten Vogel benötigt, muss er sich innerhalb des Taubenschlags nochmals auf die Jagd nach ihm machen. Erst wenn er ihn dann in den Händen hält, „hat“ er ihn. Greift er versehentlich in dem Durcheinander nach einem falschen Vogel, so hat er den gewünschten nicht, obwohl er ihn schon besitzt. Dies entspricht dem Verwechseln von gespeicherten Wissensinhalten, das die Ursache von Denkfehlern wie etwa der mathematischen Irrtümer ist.
Wiederum stimmt Theaitetos zu, und er ergänzt, dass nicht alle Vögel Wissensinhalten entsprechen müssen; manche von ihnen können auch Fehlinformationen sein, die ebenfalls in der Seele herumfliegen. Dann ist ein Irrtum nicht auf eine Verwechslung von Wissensstücken, sondern auf das Ergreifen einer gespeicherten Fehlinformation zurückzuführen. Doch auch diesen Ansatz lässt Sokrates sogleich scheitern. Er macht darauf aufmerksam, dass sich hier wiederum die Schwierigkeit einer paradoxen Vermischung von Wissen und Nichtwissen erhebt: Der Besitzer des „Taubenschlags“ hält die Fehlinformation, die er erwischt hat, für Wissen. Demnach fehlt ihm diesbezüglich die Fähigkeit, Wissen von Nichtwissen zu unterscheiden. Wenn er aber ein Wissensstück und ein Nichtwissensstück nicht auseinanderhalten kann, hat er in Wirklichkeit keine Kenntnis von dem Wissensstück, also ist es kein solches. Wenn er sie auseinanderhalten könnte, so hätte er ein Wissen über das Nichtwissensstück; dann aber wäre dieses kein solches, sondern ein Wissensinhalt. Man muss also, wenn man dem Paradox entgehen und die Möglichkeit von Irrtümern erklären will, eine gesonderte Wissensart einführen, das Wissen über das Wissen und das Nichtwissen. Dieses muss sich dann in einem separaten „Taubenschlag“ befinden, wobei der Besitzer wiederum die dortigen „Vögel“ zwar besitzt, aber nicht immer „hat“. Damit gerät man aber in einen infiniten Regress, da der übergeordnete Speicher, in dem sich das Wissen und das Nichtwissen über Wissen und Nichtwissen befinden, seinerseits einen weiteren, ihm übergeordneten Speicher erfordert.
Die Unzulänglichkeit der zweiten Begriffsbestimmung
Schließlich kehrt Sokrates zur zweiten Begriffsbestimmung zurück, zur Gleichsetzung des Wissens mit einer richtigen Meinung, und zeigt ihre Untauglichkeit. Vor Gericht kann man durch geschicktes Auftreten die Richter davon überzeugen, dass ein Angeklagter eine Straftat begangen hat, auch wenn es keine Zeugen gibt. Das führt dann zur Verurteilung. Der Richter kann aber, auch wenn die Tat tatsächlich begangen wurde, dies nicht wissen, denn er war nicht dabei und es gibt keinen Beweis. Er fällt dann also ein korrektes Urteil aufgrund einer richtigen Meinung, die er hat, obwohl er keinerlei Wissen über den Tathergang besitzt.
Der dritte Bestimmungsversuch und sein Misslingen
Nun unterbreitet Theaitetos seinem kritischen Gesprächspartner eine ergänzte neue Version seines Definitionsvorschlags: Wissen sei eine „mit einer Erklärung (lógos) verbundene“ richtige Meinung, das heißt eine, deren Richtigkeit durch eine vernünftige Argumentation nachgewiesen sei. Nicht alle richtigen Aussagen seien „erklärt“, und Unerklärtes sei kein Gegenstand von Wissen. Sokrates trägt dazu ergänzend eine Theorie vor, die er als „Traum“ bezeichnet. Dem „Traum“ zufolge gibt es Grundbestandteile oder Urelemente (prṓta stoicheía) von allem, die zwar wahrgenommen und benannt, aber auf nichts anderes zurückgeführt werden können und daher unerklärbar sind. Erst aus der Verbindung dieser Urelemente zu Strukturen entstehen erklärbare Dinge. Erkenntnis bezieht sich immer nur auf die Zusammensetzungen, nicht auf deren Grundbestandteile. Die Grundbestandteile können prinzipiell kein Gegenstand von Wissen sein. Mit der Einführung von Urelementen kann die Zirkularität vermieden werden, die sich aus der Forderung ergibt, jeden Begriff durch eine Erklärung zu bestimmen. Diese Forderung könnte nur durch Rückgriff auf andere Begriffe, die als bekannt vorausgesetzt werden müssten, erfüllt werden. Dadurch entstünde ein System, dessen Bestandteile aufeinander zurückgeführt würden. Ein solches System wäre selbst auf nichts zurückführbar, also ohne Begründung. Die Forderung, alles zu erklären, ist daher unerfüllbar.
Wiederum findet die von Sokrates vorgetragene Theorie den Beifall des Theaitetos, und ein weiteres Mal widerlegt Sokrates seinen eigenen Vorschlag. Wenn das aus Elementen Zusammengesetzte nichts als die Summe seiner Elemente ist, ist es unerklärbar, da sich aus der Zusammenfügung von lauter Unerklärbarem nichts Erklärbares ergeben kann. Ist aber das Zusammengesetzte etwas anderes als die Summe seiner Teile, nämlich eine Form mit eigenständiger Beschaffenheit, so muss diese Form ebenfalls unerklärbar sein, da sie weder auf die Elemente noch auf etwas anderes zurückgeführt werden kann. Somit bildet die Annahme von undefinierbaren Urelementen keine Basis für eine Theorie des Wissens, sie schließt sogar die Möglichkeit von Wissen aus. Erkenntnis über Verknüpfungen setzt voraus, dass deren Elemente erklärbar sind.
Hier stellt sich für Sokrates die Frage, was es eigentlich bedeutet, etwas zu erklären. Man kann das Erklären bestimmen als vollständiges Erfassen und analytische Beschreibung aller Elemente der Zusammensetzung, die erklärt werden soll, oder als Angabe des charakteristischen Unterscheidungsmerkmals für den Begriff, der zu erklären ist. Beide Bestimmungen sind aber für die Lösung der Aufgabe, die Besonderheit des Wissens zu benennen, nutzlos. Weder die eine noch die andere ermöglicht eine klare Abgrenzung des Wissens vom richtigen Meinen. Überdies enthält die Definition des Wissens als richtige Meinung mit „Erklärung“ einen logischen Zirkel, wenn die „Erklärung“ darauf beruht, dass der Erklärende das charakteristische Merkmal des Wissensobjekts kennt. Die Kenntnis des Merkmals ist ein Wissen, sie setzt also das, was zu definieren ist, bereits voraus.
Die Schlussbilanz
Es ergibt sich eine ernüchternde Schlussbilanz: Was Wissen ist, bleibt offen. Mehr als irrige Meinungen hat die Hebammenkunst bei Theaitetos nicht zutage fördern können. Theaitetos räumt das ein. Dennoch wertet Sokrates den Dialog nicht als Fehlschlag, sondern sieht in der gewonnenen Einsicht einen Fortschritt. Da ein Verständnis der Problematik erreicht wurde, wird ein künftiger neuer Lösungsvorschlag besser sein als die bisherigen, und auf jeden Fall weiß Theaitetos jetzt, wie es mit seinem Kenntnisstand bestellt ist.

## Interpretation und philosophischer Gehalt
Die Frage nach Platons erkenntnistheoretischer Position
Im Theaitetos gibt Platon ebenso wie auch in seinen anderen Dialogen nicht direkt zu erkennen, wie er selbst über die aufgeworfenen Fragen denkt. Auch wenn man von der traditionell herrschenden Auffassung ausgeht, wonach Sokrates als das „Sprachrohr“ des Autors zu betrachten ist, bleibt manches unklar. Platon lässt seinen Sokrates eine subjektivistische, phänomenalistische und sensualistische Erkenntnistheorie bekämpfen, die er als Konsequenz von Behauptungen Heraklits und des Protagoras darstellt. Sokrates bringt aber auch Gegenargumente zugunsten der von ihm abgelehnten Position vor. Unklar ist, ob Platon beabsichtigt hat, die kritisierten Thesen gänzlich zu widerlegen, oder ob er nur ihren Geltungsbereich einschränken wollte. Die letztere Interpretation wird in der Forschungsliteratur seit Myles Burnyeat (1990) „Reading A“ genannt, die andere „Reading B“. Nach „Reading A“ hat Platon den Lehren Heraklits und des Protagoras einen auf die Welt der wandelbaren Dinge beschränkten Wahrheitsgehalt zugebilligt. Verworfen hat er nach dieser Interpretation nur eine starke, relativistische Version der kritisch untersuchten Thesen, welche die Existenz eines erkennbaren überzeitlichen Seins bestreitet und eine Erkenntnis objektiver Wahrheit ausschließt. Umstritten ist auch die Stichhaltigkeit einzelner Argumente, die im Dialog hierzu vorgebracht werden.
Eine weitere Interpretation lautet, der Theaitetos sei eher eine methodische Übung als ein Plädoyer für eine bestimmte Lehre. Die Diskussion werde ergebnisoffen geführt und es werde vom Leser nicht erwartet, eine der typischen Lehrmeinungen Platons aus seiner mittleren Schaffensperiode zu akzeptieren. Eine andere Deutungsrichtung betont den erzielten Erkenntnisfortschritt; es finde im Verlauf der Diskussion eine wirkliche Annäherung an die von Platon für richtig gehaltene Erkenntnistheorie statt. Somit seien die Bemühungen der Gesprächspartner nur scheinbar fehlgeschlagen. Einer Forschungshypothese zufolge soll der Leser dazu angeregt werden, anhand der im Dialog gewonnenen Einsichten die Antwort auf die Frage nach dem Wissen selbst zu finden. Jörg Hardy meint, Platon gebe deutliche Hinweise darauf, wie die Probleme zu lösen seien. Er lasse die Dialogpartner vom Prinzip der Problemlösung durch Fehleranalyse Gebrauch machen. Dieses könne man auch als hermeneutisches Prinzip für das Verständnis des Dialoges fruchtbar machen. Auch Dorothea Frede nimmt an, Platon habe einen Ausweg gesehen. Sie glaubt, er habe angedeutet, wo man danach suchen solle. Eugenio Benitez und Livia Guimaraes interpretieren den Ausgang des Dialogs zwar als tatsächliches Scheitern bei der Beantwortung der Ausgangsfrage nach dem Wissen, machen aber geltend, die Erfahrungen bei der Wahrheitssuche hätten einen Ertrag erbracht, der diesen Fehlschlag aufwiege.
Unterschiedliche Auffassungen gibt es auch darüber, ob Platon selbst der Überzeugung war, über eine stichhaltige Begriffsbestimmung des Wissens zu verfügen, oder ob er seine Bemühungen auf diesem Gebiet für gescheitert hielt und im Dialog die Bilanz seiner vergeblichen Suche nach einer Antwort auf die Ausgangsfrage vorgelegt hat.
Interpretationsprobleme ergeben sich bei der Klärung der Frage, was Platon eigentlich unter „Wissen“ verstanden hat. In der modernen Erkenntnistheorie wird zwischen „propositionalem“ Wissen („wissen, dass“) und Wissen mit einem direkten Objekt („kennen“) unterschieden. In der altgriechischen Sprache gibt es keine Begriffe, die eine solche Differenzierung ausdrücken. Daraus ergibt sich eine Doppeldeutigkeit, die das Verständnis des erkenntnistheoretischen Diskurses im Theaitetos behindert.
Die Frage der Lehrentwicklung Platons
Die Frage, ob Platon im Rahmen einer Entwicklung seiner Lehre seine Haltung zu Hauptfragen der Metaphysik und Erkenntnistheorie grundlegend geändert hat, gehört zu den umstrittensten in der Platonforschung. Der Auffassung der „Unitarier“, die meinen, er habe durchgängig eine kohärente Sichtweise vertreten, steht die „Entwicklungshypothese“ der „Revisionisten“ entgegen, die einen gravierenden Sinneswandel annehmen. Als wichtiges Argument zugunsten der Entwicklungshypothese gilt aus revisionistischer Sicht der Umstand, dass Platon im Theaitetos die Frage nach der wissenschaftlichen Erkenntnis ins Zentrum stellt, ohne dabei seine Ideenlehre ins Spiel zu bringen. Die Ideenlehre hatte er zu der Zeit, als er den Theaitetos schrieb, bereits konzipiert und im Dialog Politeia dargelegt. Sie besagt, dass Ideen als eigenständige, dem Bereich der sinnlich wahrnehmbaren Objekte ontologisch übergeordnete Entitäten existieren. Solche „platonische Ideen“, beispielsweise „das Schöne an sich“ oder „der Kreis an sich“, sind nach der Ideenlehre eine objektive metaphysische Realität. Sie bilden die Voraussetzung für die Existenz und Erkennbarkeit der einzelnen Sinnesobjekte, deren Urbilder sie sind. Somit müsste die Ideenlehre bei der Beantwortung der im Theaitetos erörterten Frage nach dem Wesen des Wissens eine wichtige Rolle spielen. Ihre dortige Nichterwähnung ist für die Revisionisten ein Beleg dafür, dass Platon von seiner Ideenlehre abgerückt ist, nachdem er bei ihrer Ausarbeitung auf unüberwindlich scheinende Hindernisse gestoßen war. Die gegenteilige Auffassung der Unitarier lautet, Platon habe im Theaitetos zeigen wollen, dass der Versuch, eine stichhaltige Begriffsbestimmung des Wissens zu finden, ohne die Annahme von platonischen Ideen zum Scheitern verurteilt sei. Damit habe er den Leser zur Erkenntnis führen wollen, dass die Ideenlehre für die Erarbeitung einer Erkenntnistheorie unabdingbar sei.
Ein spezieller Aspekt der Auseinandersetzung zwischen Unitaristen und Revisionisten ist die Frage, ob Platon im Theaitetos an seiner früheren Überzeugung festgehalten hat, wonach hinsichtlich des Bereichs der Sinnesobjekte kein Wissen möglich ist, sondern nur ein Meinen, und nur metaphysische Entitäten als Wissensobjekte in Betracht kommen. In diesem Modell besteht zwischen Wissen und Meinen eine unaufhebbare Diskontinuität. Es gibt nichts, was zu einer richtigen Meinung hinzukommen könnte, sodass aus ihr Wissen wird. Nach einer insbesondere von Myles Burnyeat vorgetragenen revisionistischen Deutung verwarf Platon im Theaitetos diese erkenntnistheoretische Position, die er im Dialog Politeia vertreten hatte, und nahm nunmehr an, dass es ein Wissen über sinnlich Wahrgenommenes geben kann und somit Wissen und Meinen dieselben Objekte haben können. Die gegenteilige unitarische Interpretation, wonach Platon die Erkenntnistheorie der Politeia beibehielt und im Theaitetos bekräftigte, verteidigt Lloyd Phillip Gerson.
Einer der namhaftesten Revisionisten war Gilbert Ryle. Er zählte den Theaitetos zu einer Gruppe von späten Dialogen, in denen Platon seine Ideenlehre nicht mehr für die Argumentation herangezogen habe, nachdem er ihre Problematik erkannt habe.
Anne Balansard weist darauf hin, dass die Einteilung der Philosophiehistoriker in die zwei „Lager“ der Unitarier und der Revisionisten zu grob ist und der Meinungsvielfalt innerhalb der beiden „Lager“ nicht gerecht wird.
Die Einschätzung des logischen Atomismus
Die im „Traum“ des Sokrates formulierte Annahme, es gebe letzte Einheiten als unmittelbare Gegebenheiten, die auf nichts zurückführbar seien, wird im modernen philosophischen Diskurs als „atomistisches“ Konzept bezeichnet. Gilbert Ryle hielt den „Traum“ für eine Vorwegnahme des modernen logischen Atomismus, den Platon kritisch analysiert habe.
Nach der Interpretation von Michael-Thomas Liske hat Platon im Theaitetos noch atomistisch gedacht, das heißt, er hat das Wissen eines Sachverhalts als Vertrautheit mit einem einzelnen, nicht weiter aufzuschlüsselnden Gegenstand, als Kennen eines isolierten Objekts aufgefasst. Er hat dort aber bereits die Schwierigkeiten des Atomismus erkannt und damit gegenüber seiner mittleren Schaffensperiode einen Fortschritt erzielt. Erst später hat er im Dialog Sophistes die atomistische Position überwunden.
Unwissenheit und Mäeutik
Oft diskutiert wird in der Forschung das Paradoxon des sokratischen Nichtwissens: Platons Sokrates betont seine eigene Unwissenheit, er behauptet „unfruchtbar“ zu sein und nichts „als das Seinige“ vorzubringen, erhebt aber zugleich den Anspruch, anderen mit der Mäeutik bei der Erkenntnissuche wirkungsvoll beistehen zu können. Bei der Deutung dieser Aussagen ist zu beachten, dass es unterschiedlich enge Definitionen des Begriffs „Wissen“ (epistḗmē) gibt. Wenn Sokrates von seiner eigenen Unfruchtbarkeit und Unwissenheit spricht, hat er eine sehr enge Definition im Sinn. Er denkt dann an ein unumstößliches Wissen im Sinne einer auf zwingender Beweisführung basierenden Wahrheitskenntnis. Nur ein solches Wissen, über das er nach seinen Worten nicht verfügt, könnte ihn befriedigen. Da er es nicht hat „gebären“ können, hält er sich für geistig unfruchtbar. Er kennt auch niemand, der es besitzt. Mit den Geburten, zu denen er anderen verhilft, meint er nur Ergebnisse, die er zwar für gut begründet und richtig hält, deren Richtigkeit er aber nicht beweisen kann. Diese Ergebnisse sind zwar wertvoll, stellen aber kein Wissen im strengen Sinn dar.
Das philosophische Leben
Auffällig ist das in der Digression gezeichnete Bild eines weltfremden und radikal unpolitischen Philosophen, den Sokrates dort als vorbildlich darstellt. Die Haltung dieses Philosophen kontrastiert mit dem Eindruck von Sokrates’ eigener Lebensweise, den Platon in anderen Werken vermittelt. Dort erscheint Sokrates – für Platon das Ideal eines Philosophen – als kritischer, aber loyaler Staatsbürger. Der platonische Sokrates ist über die Entwicklungen im öffentlichen Leben gut informiert, kennt sich sowohl in der Politik als auch im Gerichtswesen und in der Rhetorik aus und hat sich Verdienste um das Gemeinwohl erworben. Daher ist die in der Digression gebotene Schilderung eines angesichts konkreter Herausforderungen hilflosen, sozial ahnungslosen Theoretikers erklärungsbedürftig. Einer Deutungsrichtung zufolge handelt es sich dabei um eine karikierende Darstellung, die keineswegs dem platonischen Ideal eines auch zur Staatslenkung befähigten Philosophen entspricht; vielmehr kritisiert Platon dieses Extrem einer unpraktischen Lebensführung. Andere Forscher betrachten die Beschreibung des philosophischen Lebens in der Digression nicht als Karikatur, sondern als von Platon ernst gemeintes Konzept.
Oft wird das Philosophenbild in der Digression im Sinne einer zwingenden Forderung nach Abkehr von der Alltagswelt gedeutet. Platon sei der Ansicht gewesen, ein Philosoph habe sich ausschließlich mit dem Allgemeinen zu befassen; das Einzelne, Besondere sei der Beachtung nicht wert und stelle nur eine Störung dar. Nach einer anderen Interpretation, die auch übrige Texte Platons – insbesondere dessen Politeia – mit einbezieht, wertete er die Beschäftigung mit dem Besonderen neutral: Er verwarf sie nicht, sondern meinte, dass sie den Philosophen beim Streben nach seinem Ziel weder fördere noch behindere, sofern sie ihn nicht davon ablenke.
Die angebliche Selbstwiderlegung des Relativismus
Ein oft erörtertes Thema der Forschung ist das von Platons Sokrates gegen den Relativismus vorgebrachte Argument, er sei logisch selbstwiderlegend. Diese Kritik an der relativistischen Erkenntnistheorie ist in der Fachliteratur unter der englischen Bezeichnung „exquisite argument“ bekannt; daneben wird auch die von Sextus Empiricus eingeführte Bezeichnung peritropḗ („Umschwung“) verwendet. Das Argument wird seit Platon in verschiedenen Abwandlungen angeführt und in Diskussionen über den Skeptizismus erörtert. Im Theaitetos richtet es sich gegen eine Lehre, die dort auf Protagoras zurückgeführt wird. Der Gedankengang lautet zunächst:
P: Jedes Urteil ist für den Urteilenden wahr (Behauptung des Protagoras).

P’: Viele urteilen, dass P falsch sei.

C: Da P’ nach P wahr ist, ist P falsch.
In dieser Form ist das Argument fehlerhaft, da der Schluss C unzulässig ist. In C liegt eine Aussage über die absolute Geltung von P vor. Eine solche wird aber im relativistischen Konzept ausgeschlossen: P soll nur für den jeweils Urteilenden wahr sein. Dennoch wird im Argument eine überindividuelle Geltung von Aussagen stillschweigend unterstellt und damit ein scheinbarer Selbstwiderspruch der Gegenposition konstruiert.
Diesem Einwand gegen das Argument kommt Sokrates zuvor, indem er darauf hinweist, dass die Gegner des Relativismus, die P für falsch halten, ihre eigene Position für objektiv richtig halten. Ihre Meinung über die Richtigkeit ihrer Position ist aber auch ein Urteil, auf das P anwendbar ist, und daher nach P nicht weniger zutreffend als P. Das Argument lautet somit:
P: Jedes Urteil ist für den Urteilenden wahr.

P’’: Viele urteilen, dass das Urteil, P sei falsch, nicht nur für den Urteilenden, sondern auch an sich wahr sei.

C: Da das Urteil P’’, die Falschheit von P sei an sich wahr, tatsächlich von jemand gefällt wird, ist es nach P nicht weniger zutreffend als P selbst. Demnach ist P selbstwiderlegend.
Hier wird allerdings derselbe Fehler wie in der einfacheren Fassung des Arguments begangen, denn auch die Behauptung, P sei an sich falsch, ist in einem relativistischen Modell nur für diejenigen wahr, die dieses Urteil fällen. Somit ist die These des Protagoras rein logisch betrachtet nicht selbstwidersprüchlich. Sie ist gegen Widerlegung immun. Allerdings ist Protagoras inhaltlich außerstande, für den Relativismus einen höheren Wahrheitsgehalt zu beanspruchen als den, den er auch nichtrelativistischen Positionen zubilligen muss. Die Konsequenzen aus diesem Sachverhalt sind so gravierend, dass nach einer Forschungsmeinung die Argumentation des Sokrates die Befürworter des Relativismus zumindest in beträchtliche Schwierigkeiten bringt.
Die mathematische Untersuchung

Wurzelschnecke

Nach der Darstellung im Dialog hat Theodoros geometrisch gezeigt, dass die Quadratwurzeln aus den nichtquadratischen natürlichen Zahlen von 3 bis 17 irrational sind, und Theaitetos hat diese Entdeckung verallgemeinert. Wie Theodoros den Beweis führte, ist nicht überliefert; in der Forschung wird sogar bezweifelt, dass es sich tatsächlich um einen mathematischen Beweis handelt. Holger Thesleff, der eine schon 1941 von Jakob Heinrich Anderhub vorgetragene Idee aufgreift, meint, Theodoros habe seine Annahme nicht bewiesen, sondern nur anhand einer Konstruktion zeichnerisch demonstriert, und er habe bei 17 abbrechen müssen, weil die spiralförmige Zeichnung nur für 17 Dreiecke Platz bietet. Es handelt sich um die zur Konstruktion von Wurzeln verwendete „Wurzelschnecke“, die „Rad des Theodorus“ oder „Spirale des Theodorus“ genannt wird.
Im Dialog behauptet Theaitetos, ihm und Sokrates dem Jüngeren sei eine Verallgemeinerung des Satzes seines Lehrers Theodoros gelungen. Eine Reihe von Forschern meinen, diese Angabe sei im Kern historisch glaubwürdig, wenn auch von Platon in einer seinem literarischen Zweck dienenden Gestalt dargeboten. Anderer Ansicht ist Árpád Szabó. Nach seiner Hypothese war Theaitetos nicht der Entdecker der verallgemeinerten Geltung des Satzes, sondern hat sich nur naiv eingebildet, einen wesentlichen Beitrag zur mathematischen Forschung geleistet zu haben. In Wirklichkeit hat ihn sein Lehrer im Unterricht zu einer Erkenntnis angeleitet, die ihm – Theodoros – und anderen Mathematikern längst geläufig war. Gegen diese Ansicht wendet sich Myles Burnyeat. Er hält an der traditionellen Deutung fest, wonach der Darstellung im Dialog zu entnehmen ist, dass Theaitetos eine echte Forschungsleistung vollbracht hat, und diese Leistung eine historische Tatsache ist.

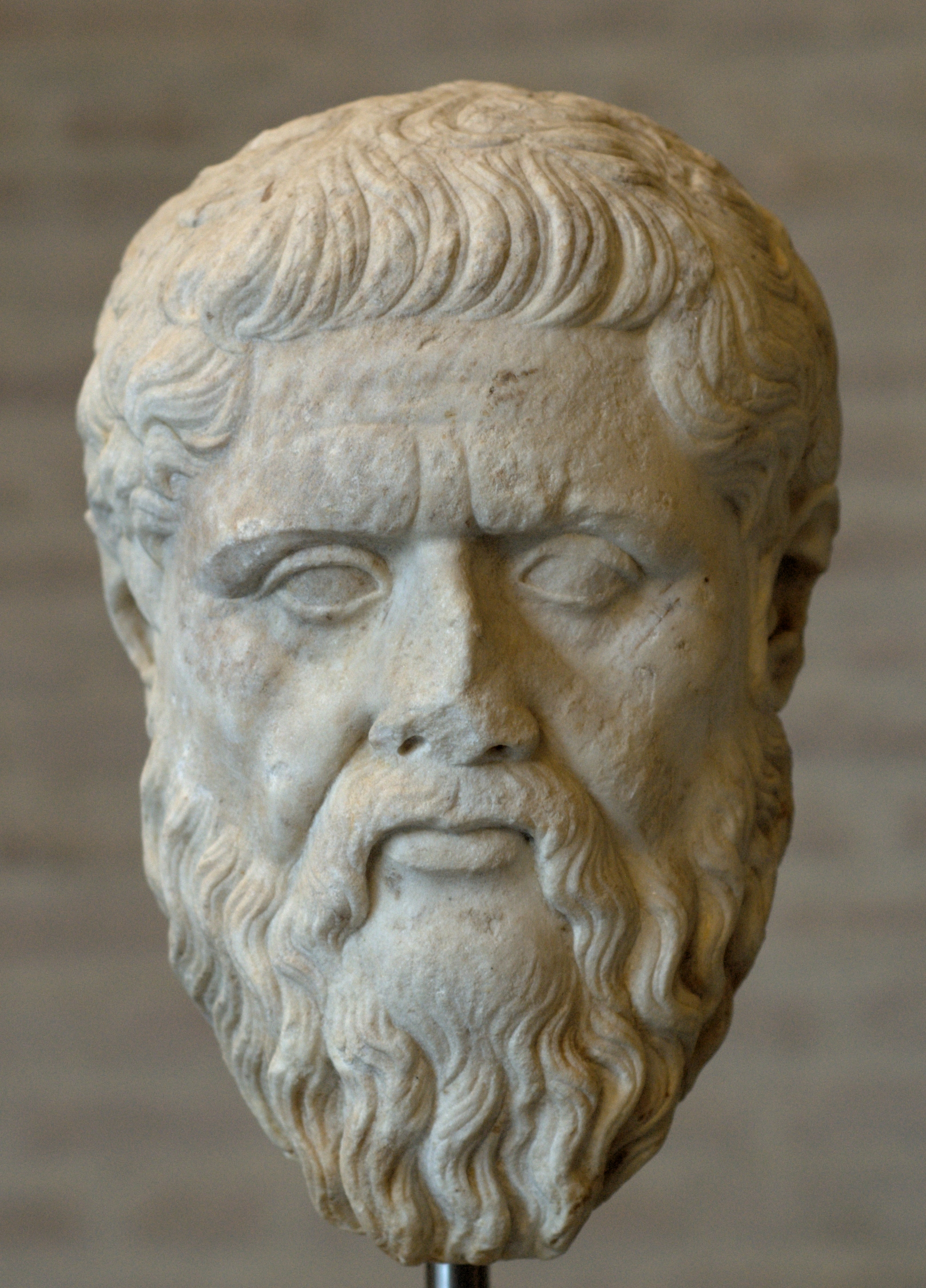
Büste Platons (römische Kopie des griechischen Platonporträts des Silanion, Glyptothek München)

## Entstehung
Chronologisch wird der Theaitetos nach stilistischen Kriterien noch zur mittleren Gruppe der Dialoge Platons gezählt, doch unter inhaltlichem Gesichtspunkt gehört er eher schon zum Spätwerk. Man kann ihn daher einer Übergangsphase zwischen diesen beiden Schaffensperioden des Philosophen zuweisen, während die beiden anderen Dialoge der Trilogie, der Sophistes und der Politikos, unter die späten Werke eingeordnet werden. Vermutlich fällt der Abschluss der Arbeit am Theaitetos in die frühen 360er Jahre.
Möglicherweise hat Platon den Prolog, der die Rahmenhandlung enthält, überarbeitet. Den Anlass zu dieser Vermutung bietet eine Bemerkung eines unbekannten Kommentators, der wohl in der zweiten Hälfte des 1. Jahrhunderts v. Chr. tätig war. Er berichtet, dass zu seiner Zeit auch eine andere, „eher frostige“ Fassung des Prologs im Umlauf war. Zwar hielt der Kommentator die überlieferte Fassung für die allein authentische, doch ist in der Forschung die Möglichkeit erwogen worden, dass beide Prologe von Platon stammen. Die meisten Befürworter dieser Hypothese halten die überlieferte Version für die jüngere. Sie bietet jedenfalls nach dem heutigen Forschungsstand den definitiven Text.

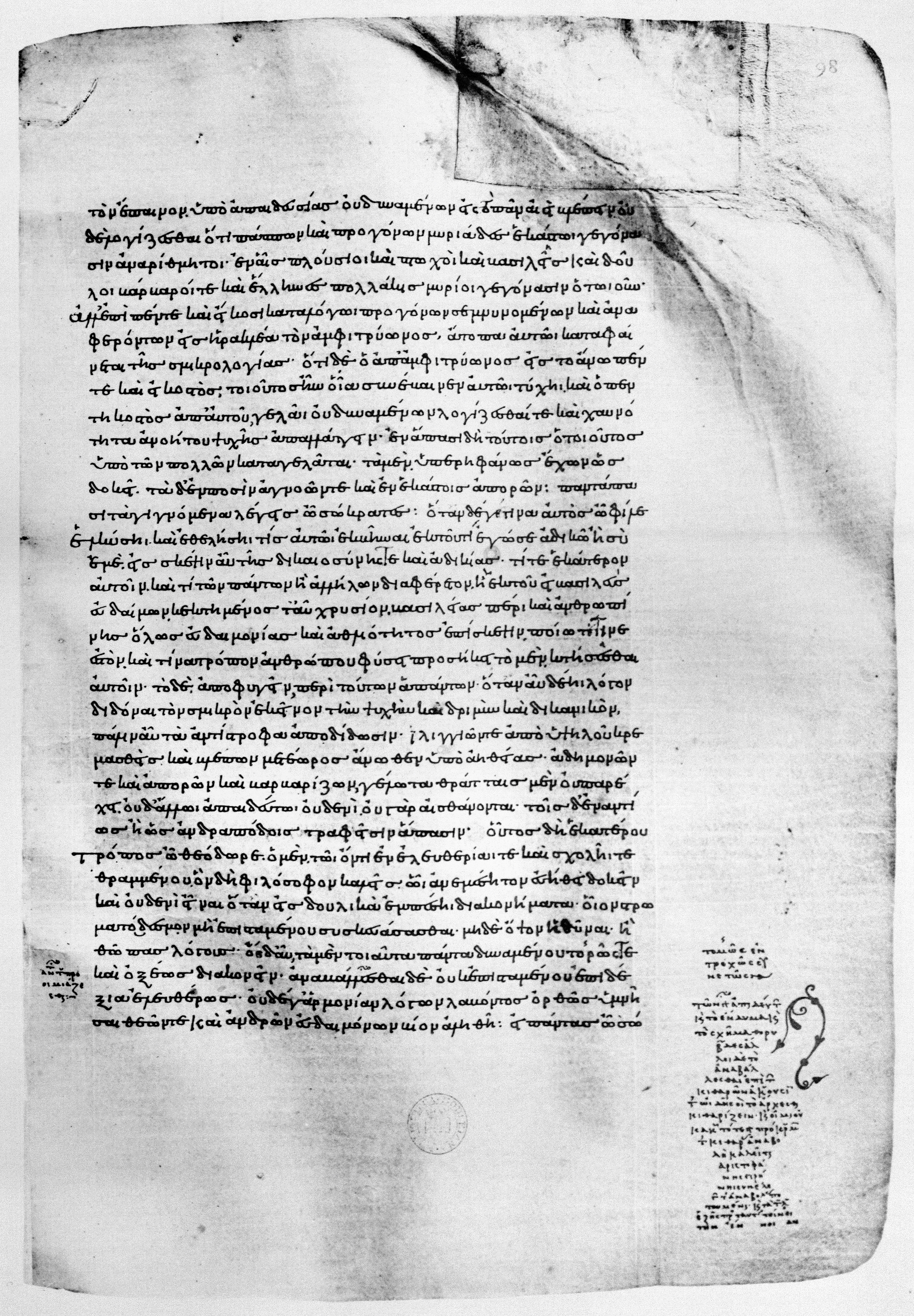
Eine Randbemerkung auf einer Seite der ältesten erhaltenen mittelalterlichen Theaitetos-Handschrift, des Codex Clarkianus

## Textüberlieferung
Die antike Textüberlieferung besteht aus einigen auf Papyrus geschriebenen Fragmenten aus der römischen Kaiserzeit. Das älteste stammt aus dem 2. Jahrhundert, das jüngste aus dem 5. oder 6. Jahrhundert. Ferner bietet der Anfang eines Kommentars zu dem Dialog, der in einer Papyrus-Handschrift aus dem 2. Jahrhundert erhalten ist, eine Reihe von Lesarten, die für die Textkritik relevant sind.
Die älteste erhaltene mittelalterliche Theaitetos-Handschrift wurde im Jahr 895 im Byzantinischen Reich für Arethas von Caesarea angefertigt.

## Rezeption

### Antike
Über die Nachwirkung des Theaitetos in der Antike ist relativ wenig bekannt. Die Spärlichkeit der Belege kann aber auf die ungünstige Überlieferungslage zurückzuführen sein und erlaubt nicht die Folgerung, dass die Thematik auf geringes Interesse stieß.
Platons Schüler Aristoteles muss den Theaitetos gekannt haben, wie einigen Anspielungen bei ihm zu entnehmen ist, doch ist nicht überliefert, wie er dieses Werk aufgefasst hat.
Der Begründer der Stoa, Zenon von Kition, scheint bei der Formulierung seiner Erkenntnislehre Material aus dem Theaitetos aufgegriffen zu haben, das er allerdings als Gegner des Platonismus in unplatonischem Sinn verwertete.
In der Epoche der Jüngeren („skeptischen“) Akademie, die zwischen 268 und 264 v. Chr. begann und bis ins frühe 1. Jahrhundert v. Chr. dauerte, wurde der Theaitetos anscheinend bei den Akademikern besonders geschätzt, da er ihren erkenntnistheoretischen Skeptizismus stützen konnte. Es fehlt aber an zeitgenössischen Belegen für eine solche Rezeption.
In der Tetralogienordnung der Werke Platons, die anscheinend im 1. Jahrhundert v. Chr. eingeführt wurde, gehört der Theaitetos zur zweiten Tetralogie. Der Philosophiegeschichtsschreiber Diogenes Laertios zählte ihn zu den „prüfenden“ Schriften und gab als Alternativtitel Über das Wissen an. Dabei berief er sich auf eine heute verlorene Schrift des Gelehrten Thrasyllos.

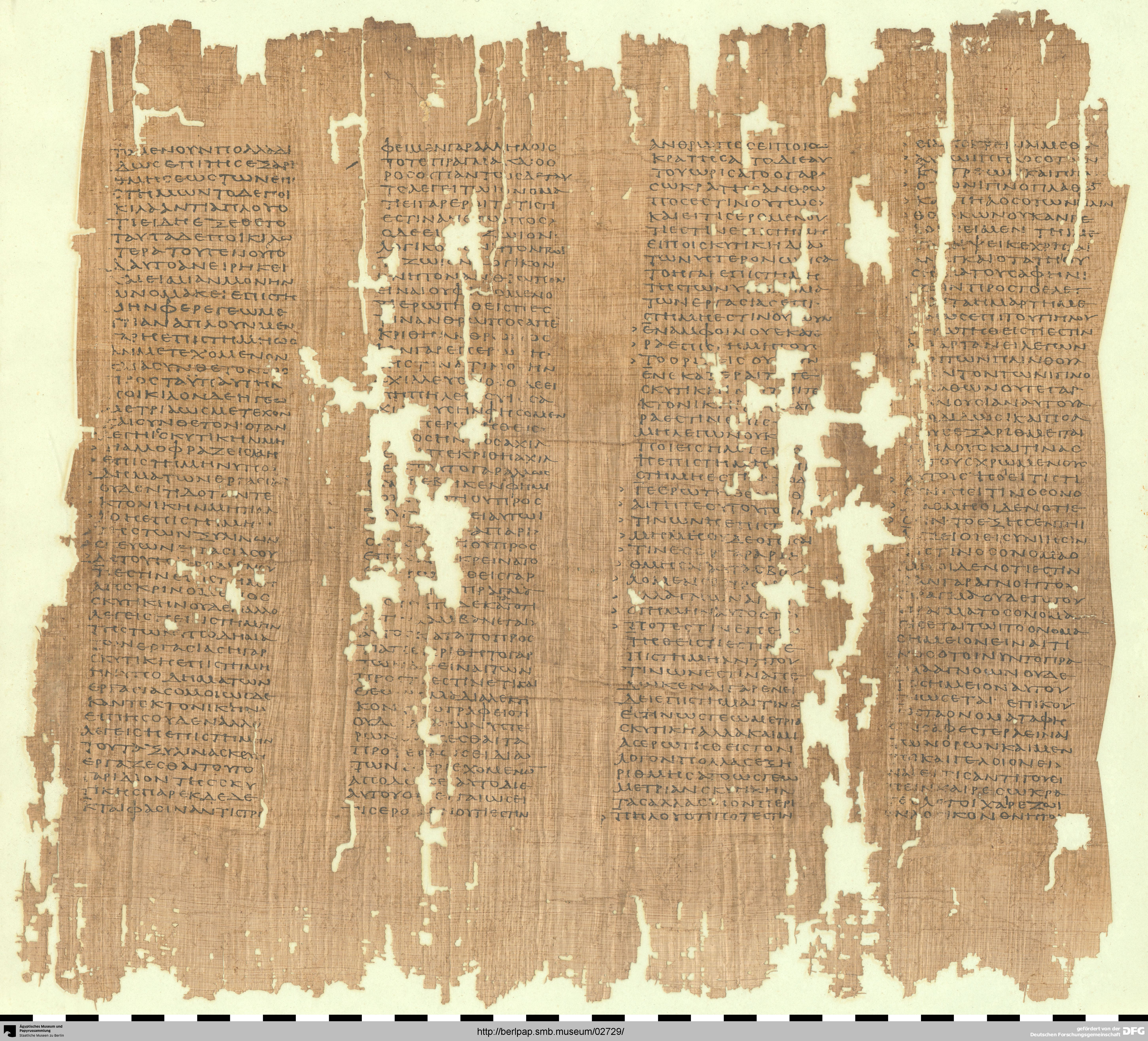
Ein Fragment des Theaitetos-Kommentars in dem ägyptischen Papyrus Berlin, Staatliche Museen, P. 7982 (2. Jahrhundert)

Aus der Epoche des Mittelplatonismus (1. Jahrhundert v. Chr. bis 3. Jahrhundert n. Chr.) liegen nur wenige Belege für die Nachwirkung des Theaitetos vor. Der frühe Mittelplatoniker Eudoros von Alexandria, der im 1. Jahrhundert v. Chr. lebte, befasste sich in seinem nur fragmentarisch erhaltenen Werk Einteilung der Lehre der Philosophie mit dem Ziel des ethischen Handelns. Dabei griff er den in der Digression des Theaitetos vorgetragenen Gedanken der „Angleichung an Gott im Rahmen des Möglichen“ auf. Das weitaus umfangreichste Zeugnis für die mittelplatonische Theaitetos-Rezeption ist ein Kommentar, dessen Anfang – die Kommentierung von etwas über einem Fünftel des Dialogtextes – erhalten geblieben ist. Diese Schrift ist vermutlich in der zweiten Hälfte des 1. Jahrhunderts v. Chr. – jedenfalls nicht früher – entstanden und stellt somit den ältesten aller erhaltenen Platon-Kommentare dar. Der Verfasser ist ein unbekannter Mittelplatoniker. Er verteidigt seine Interpretation des kommentierten Textes gegen andere Deutungen und erwähnt mit impliziter Zustimmung die Argumentation von Platonikern, die sich gegen stoische Kritik am Platonismus wenden. Außerdem bekämpft er eine Theaitetos-Interpretation, der zufolge dieser Dialog eine erkenntnistheoretische Skepsis Platons belegt. Von den Vorschlägen, den anonymen Kommentator mit Eudoros von Alexandria, Albinos oder Alkinoos zu identifizieren, hat sich keiner in der Forschung durchgesetzt. Plutarch befasste sich in der ersten seiner zehn Platonischen Fragen mit der Mäeutik. Er stellte und beantwortete dort die Frage, warum die Gottheit Sokrates anwies, als Geburtshelfer für andere zu fungieren, aber ihm eigene Fruchtbarkeit versagte. Der Mittelplatoniker Alkinoos, der vermutlich im 2. Jahrhundert lebte, behandelte in seinem Lehrbuch (didaskalikós) der Grundsätze Platons das Ziel der Angleichung an die Gottheit. Er ging auch auf die Überlegungen des platonischen Sokrates zum Verhältnis von Erinnerung und Meinung ein und erwähnte dabei den Vergleich des Gedächtnisses mit einem Wachsblock.
Die Angleichung an Gott als Ziel fand auch außerhalb des Platonismus Anklang. Der einflussreiche Aristoteliker Alexander von Aphrodisias ging darauf ein. Er befand, es sei das höchste Gut für den Menschen, der Gottheit ähnlich zu werden. Dies werde den Denkern durch die Betrachtung und die Erkenntnis des Wahren, die durch den Beweis zustande komme, zuteil. Solche Betrachtung werde zu Recht göttlich genannt, wenn man das betrachte, was am ehrwürdigsten sei.
Auch die Neuplatoniker, eine im 3. Jahrhundert entstandene, in der Spätantike den philosophischen Diskurs dominierende Richtung, griffen Überlegungen aus dem Theaitetos auf. Sie beschäftigten sich vor allem mit Metaphysik, mit der religiösen Dimension des Platonismus und mit der Thematik der philosophischen Lebensweise. Daher war für sie die Digression im Theaitetos von besonderem Interesse. Die dort von Platons Sokrates erhobene Forderung, ein Philosoph solle sich auf die Aufgabe konzentrieren, der Gottheit möglichst ähnlich zu werden, fiel auf fruchtbaren Boden. Sie wurde schon von Plotin, dem Begründer des Neuplatonismus, erörtert. Iamblichos († um 320/325), der für den spätantiken Neuplatonismus eine wegweisende Rolle spielte, ließ in seiner Philosophenschule den Theaitetos als fünften der zwölf aus seiner Sicht wichtigsten Dialoge Platons studieren, wie der Verfasser der anonym überlieferten spätantiken Prolegomena zur Philosophie Platons berichtet. Der berühmte Neuplatoniker Proklos (412–485), der die Philosophenschule in Athen leitete, kommentierte den Theaitetos, doch ist von seiner Beschäftigung mit dem Dialog nur wenig bekannt.
In der römischen Kaiserzeit wurde Platons Ideal der Angleichung an Gott im Rahmen des Möglichen nicht nur von paganen Platonikern vertreten, sondern fand auch bei christlichen Autoren Anklang. Der stark vom Platonismus beeinflusste Kirchenvater Clemens von Alexandria, der im späten 2. und frühen 3. Jahrhundert tätig war, zitierte die einschlägige Theaitetos-Stelle oft und sah darin einen Beleg für die Nähe des Platonismus zum Christentum. Auch in die patristische Literatur der Spätantike fand das Motiv Eingang. Im 4. Jahrhundert griff der Kirchenvater Ambrosius von Mailand Platons berühmte Formulierung auf. Beachtung fand bei den Kirchenvätern auch die in verschiedenen Versionen kursierende Thales-Anekdote.

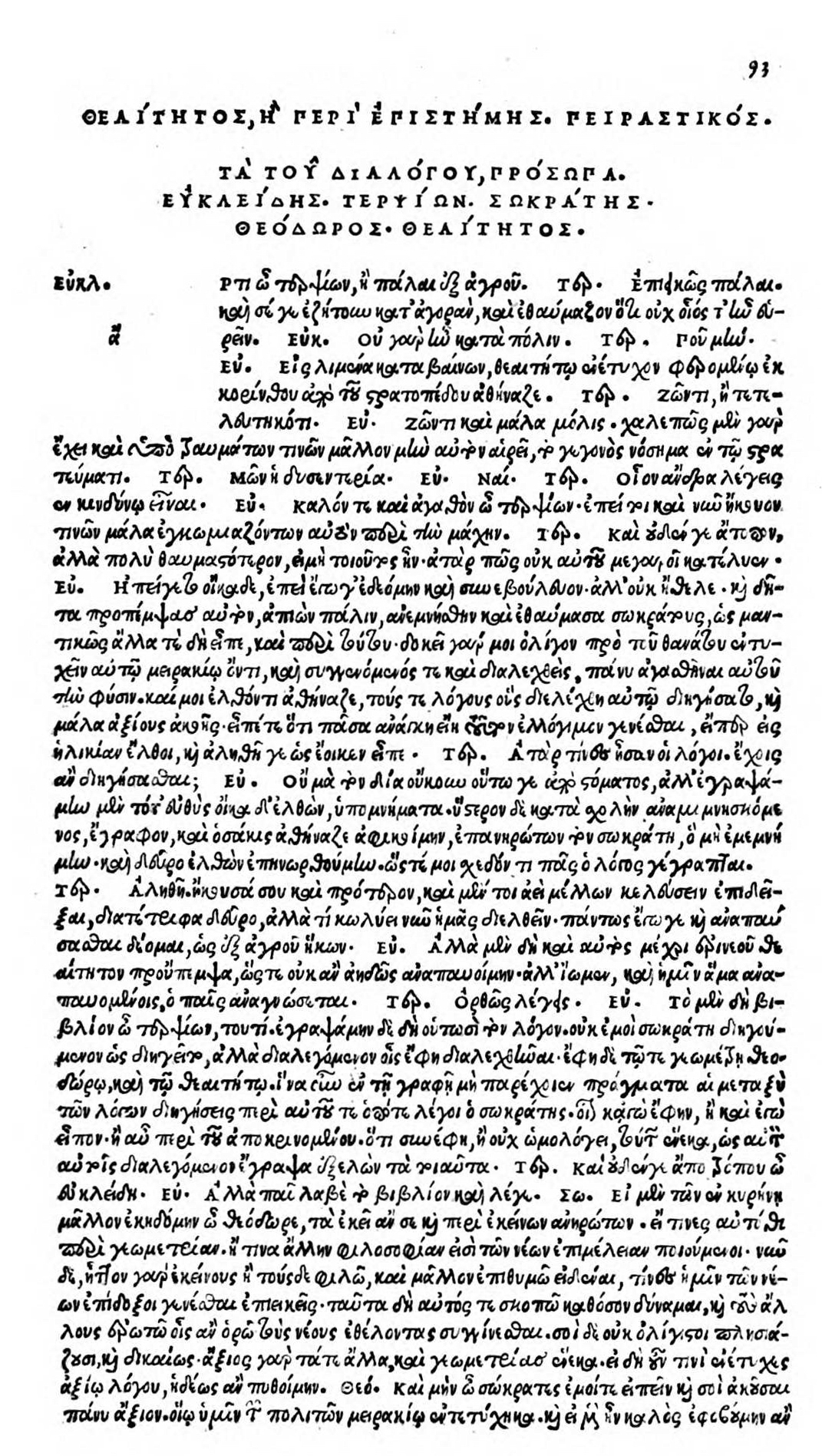
Der Anfang des Theaitetos in der Erstausgabe, Venedig 1513

### Mittelalter und Frühe Neuzeit
Im Mittelalter war der Theaitetos manchen byzantinischen Gelehrten zugänglich, doch bei den lateinischsprachigen Gelehrten des Westens und im arabischsprachigen Raum war er unbekannt. Im Westen wurde er erst im Zeitalter des Renaissance-Humanismus wiederentdeckt. Die erste lateinische Übersetzung erstellte der Humanist Marsilio Ficino. Er veröffentlichte sie 1484 in Florenz in der Gesamtausgabe seiner Platon-Übersetzungen und machte den Dialog damit einem breiteren Lesepublikum zugänglich. Der Übersetzung stellte er eine Einleitung (argumentum) voran, aus der hervorgeht, dass er den Text durchweg als Darstellung von Platons eigener Lehre auffasste. Er betonte, dass der Körper keinerlei Beitrag zur Erkenntnis leisten könne. Der „Wachsblock“ sei in der Seele, nicht im Körper; er dürfe nicht mit dem Gehirn gleichgesetzt werden.
Die Erstausgabe des griechischen Textes erschien im September 1513 in Venedig bei Aldo Manuzio als Teil der ersten Gesamtausgabe der Werke Platons. Der Herausgeber war Markos Musuros.
In den folgenden Jahrhunderten zeigten die Philosophen relativ wenig Interesse am Theaitetos. Gottfried Wilhelm Leibniz fertigte 1676 eine lateinische Zusammenfassung des Dialogs an. George Berkeley ging in seiner 1744 publizierten Schrift Siris mehrmals auf Stellen in dem antiken Werk ein. Er fand darin eine Vorwegnahme von Grundsätzen seiner eigenen empiristisch geprägten Erkenntnistheorie.

### Moderne
Philosophische Aspekte
In der Moderne hat das anfänglich relativ geringe Interesse am philosophischen Gehalt des Werks seit dem frühen 20. Jahrhundert stark zugenommen. Paul Shorey äußerte 1933 die Meinung, man könne den Theaitetos als den gedankenreichsten Dialog Platons betrachten. Als Meilensteine der Erforschung des Theaitetos gelten die 1935 publizierte Untersuchung von Francis Macdonald Cornford über die Erkenntnistheorie Platons und der Kommentar von Myles Burnyeat (1990).
Das Interesse der Philosophiehistoriker gilt hauptsächlich dem erkenntnistheoretischen Ertrag des Werks. Einem breiteren gebildeten Publikum sind in erster Linie der Abschnitt über die Hebammenkunst und die Digression über die philosophische Lebensform mit der Anekdote über Thales bekannt. Sie gehören zu den berühmtesten Passagen in Platons Gesamtwerk.
Der Philosoph Victor Cousin veröffentlichte 1824 eine französische Theaitetos-Übersetzung. Er verteidigte sein metaphysisches Modell gegen empiristische und sensualistische Kritik und griff dabei auf die Argumentation des platonischen Sokrates im Theaitetos zurück.
Der Neukantianer Paul Natorp äußerte sich 1903 in seiner Monographie Platos Ideenlehre zum Theaitetos. Er befand, der Gedankengang im Dialog sei „zwingend und unmittelbar überzeugend“, wenn man „des inneren Planes der Schrift sich einmal bemächtigt hat“. Nach Natorps Verständnis verwendete Platon, als er die Bestimmung des Wissens als wahre Meinung mit Erklärung untersuchte und verwarf, den Begriff dóxa („Meinung“) nicht im Sinne von „Urteil“, sondern im Sinne von „Vorstellung“. Der antike Denker bekämpfte den Dogmatismus der „wahren Vorstellung“, dem zufolge es nur darauf ankommt, eine gegebene Vorstellung mit gegebenen Dingen in die richtige Beziehung zu setzen, damit aus der „richtigen“ oder „wahren“ Vorstellung Erkenntnis wird. Natorp meinte, der Dialog enthalte eine tief angelegte, „für alle Zeit grundlegende Kritik der Sinnlichkeit“. Platon habe „klar die Bewusstseinseinheit als Grundfunktion der Erkenntnis ausgesprochen“. Er habe erkannt, dass das Bewusstsein die allgemeinen Bestimmungen wie Sein und Nichtsein, Identität und Verschiedenheit nicht mit Hilfe körperlicher Organe, sondern durch sich selbst auffasse. Die Erkenntnis beruhe auf den Relationsurteilen des von Platon als „Seele“ bezeichneten Bewusstseins.
Ferdinand C. S. Schiller veröffentlichte 1908 den Aufsatz Plato or Protagoras?, in dem er die Verteidigung der Auffassung des Protagoras im Theaitetos untersuchte. Er sah darin die authentische Position des antiken Sophisten, den er als frühen Humanisten und Vorläufer seines eigenen Pragmatismus betrachtete. Aus moderner Sicht habe sich der Ansatz des Protagoras als richtig erwiesen, Platons Kritik daran sei verfehlt.
Für Martin Heidegger zählte der Theaitetos zu den wenigen Dialogen, die ihm die Textbasis für seine Interpretation der Philosophie Platons lieferten. Im Wintersemester 1931/1932 setzte er sich in einer Freiburger Vorlesung eingehend mit dem Werk auseinander. Dabei nahm er nicht die Haltung des „bloßen Lesers“ ein, sondern die eines mitfragenden Zuhörers. Heidegger meinte, es sei ein gravierendes Missverständnis, die Leitfrage „Was ist das Wissen?“ als Frage nach der Wissenschaft aufzufassen. Es handle sich auch nicht um eine erkenntnistheoretische Frage, sie beschränke sich nicht auf das Wissen als theoretische Erkenntnis und Beschäftigung der Gelehrten. Platons Thema sei vielmehr das „den ganzen Bereich und die Weite menschlichen Verhaltens durchherrschende und haltende und zugleich vielfältige Sich-auskennen“. Dazu gehöre auch „Wissen“ im Sinne von Ausdrücken wie „Jemand weiß sich zu benehmen“ oder „Er weiß sich durchzusetzen“. Gefragt werde, wie „der Mensch selbst in seinem Grundverhalten, dem Sich-auskennen in den Dingen, sich selbst nehmen will und soll, (…) wenn er ein Wissender sein soll“. Damit werde in einem ursprünglichen Sinn nach dem Menschen gefragt, und diese Frage sei „ein Angriff des Menschen auf sich selbst und sein vorläufiges Beharren im zunächst Geläufigen und seine Versessenheit auf das fürs erste Genügende“. Es gehe um Wissen als Besitz von Wahrheit. Allerdings habe Platon Wahrheit und Unwahrheit als Richtigkeit der Aussage und Unwahrheit als deren Unrichtigkeit aufgefasst. Damit habe er die Einsicht verbaut, „daß und wie zum Wesen der Wahrheit die Unwahrheit gehört“. Wahrheit sei Unverborgenheit des Seienden. Unwahrheit bestehe im „Verstellen des Aussehens“ des Seienden, wobei aber das Seiende nicht schlechthin verborgen werde, denn es zeige sich ja. Es sei ein „Sich-verbergen im und durch das Sich-zeigen“, und das sei das Scheinen: eine Unverborgenheit, die „zugleich in sich, und zwar wesensmäßig, Verborgenheit“ sei.
Ludwig Wittgenstein nahm in seinen ab 1936 entstandenen, aber erst 1953 postum veröffentlichten Philosophischen Untersuchungen auf den „Traum“ des platonischen Sokrates Bezug. Er identifizierte die dort eingeführten Urelemente, die „einfachen Bestandteile, aus denen sich die Realität zusammensetzt“, mit den „Gegenständen“ in seiner eigenen Terminologie und mit den „individuals“ bei Bertrand Russell. In seiner Auseinandersetzung mit den Thesen des platonischen Sokrates problematisierte Wittgenstein den Begriff „zusammengesetzt“ als Gegenteil von „einfach“, der unterschiedlich definiert werde; man müsse sich erst über die Definition verständigen. Die These des Sokrates, man könne den Urelementen weder Sein noch Nichtsein beilegen, brachte Wittgenstein mit der Muster-Funktion von Elementen in Zusammenhang. Ein Muster sei ein Instrument der Sprache und als solches nicht ein Dargestelltes, sondern ein Mittel der Darstellung im Sprachspiel. Diese Überlegung veranschaulichte Wittgenstein mit dem Beispiel der Länge des Urmeters. Man könne über das Urmeter weder sagen, es sei 1 m lang, noch es sei nicht 1 m lang. Der Grund dafür sei dessen „eigenartige Rolle im Spiel des Messens mit dem Metermaß“. Analoges gelte für die Elemente des Sprachspiels, beispielsweise das „R“. In seinem „Blauen Buch“ kritisierte Wittgenstein die Vorstellung des platonischen Sokrates, man müsse, um sich über die Bedeutung einer allgemeinen Bezeichnung klar zu werden, das gemeinsame Element in allen Anwendungen der Bezeichnung finden. Diese Vorstellung wirke bei philosophischen Untersuchungen hemmend. Man übergehe dann wie Sokrates konkrete Fälle als irrelevant, obwohl allein solche Fälle helfen könnten, den Gebrauch der allgemeinen Bezeichnung zu verstehen.
Bertrand Russell behandelte das Verhältnis von Erkenntnis und Wahrnehmung nach dem Theaitetos ausführlich in seiner Philosophie des Abendlandes (A History of Western Philosophy, 1945). Er trug Argumente gegen die von Platons Sokrates geforderte Trennung von Wahrnehmung und Erkenntnis vor. Schlüssig sei die Beweisführung des Sokrates nur für die formalen Erkenntnisse in Logik und Mathematik, die nicht aus der Wahrnehmung abgeleitet seien.
Karl Popper, ein scharfer Kritiker Platons, bezeichnete den Theaitetos als großartigen Dialog. Er zählte ihn zu einer Gruppe von Dialogen, deren Gedankengut eher dem historischen Sokrates zugehöre als Platon.
Paul Feyerabend befürwortete in seiner Schrift Erkenntnis für freie Menschen den im Theaitetos dargestellten und bekämpften Relativismus. Feyerabend befand, der Relativismus von Platons Protagoras sei vernünftig und klug, da er eine Vielzahl von Traditionen und Werten beachte und keine objektiven Wertsätze einführe. Er sei auch zivilisiert, da Protagoras nicht annehme, „dass das winzige Dorf, in dem man wohnt, am Nabel der Welt liegt und dass seine seltsamen Sitten Maßstäbe für die ganze Menschheit sind“.
Hans-Georg Gadamer nannte den Theaitetos einen der schwierigsten und tiefsinnigsten Dialoge Platons. Er werde wie das Grundbuch der antiken Erkenntnistheorie gelesen, doch sei der moderne Begriff der Erkenntnistheorie von dem Primat des Bewusstseins und Selbstbewusstseins bestimmt und weise damit in eine ganz andere Richtung als die Überlegungen im Theaitetos. Gadamer betonte die Bedeutung des Umstands, dass Sokrates in diesem Dialog mit Mathematikern diskutiert. Er meinte, man könne die Gesprächsführung des Sokrates, die Anwendung der „Hebammenkunst“ sowie das Verhalten von Theodoros und Theaitetos besser verstehen, wenn man die mathematische Denkweise als Hintergrund berücksichtige.
Hans Blumenberg veröffentlichte 1987 seine Untersuchung Das Lachen der Thrakerin. Eine Urgeschichte der Theorie. Darin nahm er die Anekdote vom Sturz des Thales in der Digression des Theaitetos zum Ausgangspunkt. Er thematisierte den Gegensatz zwischen dem Theoretiker Thales und der Thrakerin mit ihrem Misstrauen gegen die „theoretischen Umtriebe“ und ihrem Lachen über den „Rückschlag der Theorie auf ihren Betreiber“. Dieses Grundverhältnis werde nicht aus der Welt verschwinden, „selbst wenn eines Tages die Vermehrung der Theoretiker zu ihrer Mehrheit ausarten sollte“. Die modernen Erzeuger des Produkts „Theorie“ seien viel komischer als ihr antiker Urahn Thales. Auch sie würden ihre „Thrakerinnen“ finden, wo sie sie nicht erwarteten.
Die im Theaitetos erörterte Irrtumsthematik ist für die moderne Analytische Philosophie unter dem Gesichtspunkt der logischen Problematik interessant, die sich bei irrigen Identitätsannahmen („false identity beliefs“) ergibt. Dabei geht es um Kombinationen von Aussagen des Typus (1) Sokrates glaubt (irrtümlich), dass die Person, die er in der Ferne erblickt, Theaitetos sei (obwohl es in Wirklichkeit Theodoros ist); (2) Sokrates glaubt, Theodoros sei Theaitetos; (3) Sokrates kennt sowohl Theodoros als auch Theaitetos sehr gut; (4) Sokrates glaubt nicht, Theodoros sei Theaitetos. Wenn sich die Annahme in (1) auf die Personen bezieht, auf die sie sich nach der Ansicht des Sokrates bezieht (die erblickte Person und Theaitetos), dann folgt (2) aus (1). (1) und (3) können zugleich wahr sein. Wenn aber (3) der Fall ist, folgt aus (3) die Aussage (4), also das Gegenteil von (2). Die Ursache des Problems scheint darin zu liegen, dass die Richtigkeit der Aussage (5) „Die Annahmen des Sokrates beziehen sich auf das, worauf sie sich nach seiner Ansicht beziehen“ unterstellt wird. Ob daher (5) falsch ist, wie Logiker der Gottlob Frege folgenden Richtung meinen, ist strittig.
Ausgehend von dem letzten Bestimmungversuch des Wissens kritisierte der Philosoph Edmund Gettier die Definition von Wissen als „gerechtfertigte, wahre Meinung“, indem er Fälle konstruierte, wo „gerechtfertigte, wahre Meinungen“, aber kein Wissen vorlägen (siehe dazu: Gettier-Problem).
Literarische Aspekte
Der einflussreiche Platon-Übersetzer Friedrich Schleiermacher äußerte sich 1805 über die literarische Qualität anerkennend. Er befand, die „gleichförmig durchgeführte Bauart des Ganzen und der einzelnen Teile“ sei wunderbar kunstvoll.
1919 tadelte der renommierte Gräzist und Platon-Kenner Ulrich von Wilamowitz-Moellendorff die Komposition des Dialogs, die er für unausgearbeitet hielt. Die Digression zeichne sich durch Fülle und Glanz aus und sei schön eingerahmt, ein Teil des Dialogs sei reichbewegt und witzig, doch im Schlussteil seien lange Strecken dürr und farblos. Dort dozierte Sokrates trotz seiner Behauptung, nur Helfer für die Entbindung fremder Gedanken zu sein. Das Werk mache einen unfertigen Eindruck.
Die neueren Urteile über die literarische Qualität sind meist positiv ausgefallen. 1974 befand Olof Gigon, das Zusammenspiel von Sokrates, Theodoros und Theaitetos sei mit überlegener Kunst gestaltet. Die beiden Mathematiker seien daran, ebenbürtige Partner des Sokrates zu werden. Auch Ernst Heitsch (1988) äußerte sich lobend. Er meinte, man gewinne erst beim zweiten Lesen einen Blick für die kunstreiche Anlage des Dialogs. Allerdings sei die Gesprächsführung außerordentlich verwickelt und schwerlich sogleich zu durchschauen. Gerade auch als literarische Komposition bedürfe der Theaitetos der Erläuterung. Michael Erler (2007) stimmte Heitsch zu, er hielt die Komposition ebenfalls für durchdacht.

## Ausgaben und Übersetzungen
Ausgaben (teilweise mit Übersetzung)
- Alexander Becker (Hrsg.): Platon: Theätet. Suhrkamp, Frankfurt am Main 2007, ISBN 978-3-518-27009-7 (Abdruck der Ausgabe von Auguste Diès, Paris 1926, ohne den kritischen Apparat, mit einer von Becker überarbeiteten Fassung der Übersetzung von Friedrich Schleiermacher und einem Kommentar von Becker)
- Gunther Eigler (Hrsg.): Platon: Werke in acht Bänden. Bd. 6, 4. Auflage, Wissenschaftliche Buchgesellschaft, Darmstadt 2005, ISBN 3-534-19095-5, S. 1–217 (Abdruck der kritischen Ausgabe von Auguste Diès mit der Übersetzung von Friedrich Schleiermacher, 2. Auflage, Berlin 1818)
- Winifred F. Hicken (Hrsg.): Theaitetos. In: Elizabeth A. Duke u. a. (Hrsg.): Platonis opera, Bd. 1, Oxford University Press, Oxford 1995, ISBN 0-19-814569-1, S. 277–382 (maßgebliche kritische Edition)
- Ekkehard Martens (Hrsg.): Platon: Theätet. Durchgesehene und ergänzte Ausgabe, Reclam, Stuttgart 2012, ISBN 978-3-15-006338-5 (unkritische Ausgabe mit Übersetzung)

Übersetzungen
- Otto Apelt: Platon: Theätet. In: Otto Apelt (Hrsg.): Platon: Sämtliche Dialoge, Bd. 4, Meiner, Hamburg 2004, ISBN 3-7873-1156-4 (mit Einleitung und Erläuterungen; Nachdruck der 4. Auflage, Leipzig 1923)
- Rudolf Rufener: Platon: Spätdialoge I (= Jubiläumsausgabe sämtlicher Werke, Bd. 5). Artemis, Zürich/München 1974, ISBN 3-7608-3640-2, S. 3–124 (mit Einleitung von Olof Gigon S. XI–XXVI)
- Friedrich Schleiermacher: Theaitetos. In: Erich Loewenthal (Hrsg.): Platon: Sämtliche Werke in drei Bänden, Bd. 2, unveränderter Nachdruck der 8., durchgesehenen Auflage, Wissenschaftliche Buchgesellschaft, Darmstadt 2004, ISBN 3-534-17918-8, S. 561–661